# Лукиан
Лукиа́н из Самоса́ты (Лукиа́н Самоса́тский, др.-греч. Λουκιανὸς ὁ Σαμοσατεύς, лат. Lucianus Samosatensis; около 120 — после 180 гг. н. э.) — писатель, живший в Римской империи и писавший на древнегреческом языке. В сатирических сочинениях Лукиан высмеивает общественные, религиозные и философские предрассудки, а также другие пороки современного ему общества. Кроме того, его сочинение «Правдивая история», описывающее, в частности, путешествие на Луну и Венеру, оказало влияние на становление научной фантастики.

## Биография
Главным источником биографических сведений являются его собственные сочинения (прежде всего, «Сновидение, или жизнь Лукиана» и «Дважды обвинённый, или Судебное разбирательство»), хотя в связи с сатирическим характером его творчества не исключается, что некоторые автобиографические детали он мог выдумать для нужд повествования. Автобиографичность по крайней мере «Сновидения» обычно признаётся. Отдельные сведения о нём сохранились в византийской энциклопедии «Су́да» и в сочинениях некоторых христианских авторов. В середине XX века в средневековой рукописи одного из сочинений врача Галена было обнаружено упоминание Лукиана; впрочем, отождествление этого человека с писателем считается спорным.
Дата рождения Лукиана неясна. По наиболее распространённой версии, Лукиан родился между 115 и 125 годами. Местом его рождения был город Самосата в римской провинции Сирия, который до вхождения в состав Римской империи был столицей небольшого царства Коммагена. Во II веке н. э. Самосата была довольно развитым городом на восточных окраинах Римской империи с расквартированным римским легионом. Несмотря на присутствие римлян, Самосата и окрестности были относительно слабо связаны с греко-римской культурой, и большая часть местного населения говорила по-арамейски. Имя Лукиан образовано от римского преномена Луций. По мнению Кристофера Джонса, романизированное имя отражает римское влияние в Самосате, хотя Лукиан едва ли был римским гражданином по рождению. Лукиан гордился своей малой родиной и тепло отзывался о Самосате. В своих сочинениях Лукиан называл себя и сирийцем, и ассирийцем. Допускается возможность, что Лукиан имел семитские корни. Заявление Лукиана, будто он первоначально говорил как варвар трактуется по-разному — как возможное указание на арамейский язык в качестве родного, как замечание о недостаточном уровне владения литературным древнегреческим языком до получения риторического образования или как указание на бедность словарного запаса в молодости. Негреческое происхождение Лукиана считается важным для понимания его взглядов и особенностей творчества.
Лукиан происходил из довольно скромно обеспеченной семьи. Его отцом, вероятно, был бедный ремесленник, который не смог обеспечить сыну традиционное школьное образование. Отец отдал мальчика в подмастерья его дяде-скульптору. Впрочем, после того, как Лукиан случайно разбил каменную плиту, его обучение ремеслу прекратилось. В сочинении «Дважды обвинённый» Лукиан указывает, что он обучился древнегреческому языку и мастерству риторики, странствуя по Ионии. Допускается, что Лукиан несколько лет мог путешествовать с бродячей труппой актёров, музыкантов и/или странствующих лекарей. Его обучение грамматике и риторике носило эмпирический, а не догматический характер, и было построено вокруг изучения классических произведений, много внимания уделялось заучиванию отрывков наизусть. Лукиан почти не изучал догматическую философию, а его знания в грамматике были базовыми и не затрагивали сложные проблемы этой дисциплины. Проанализировав упоминания различных вопросов в сочинениях Лукиана, Фред Хаусхолдер пришёл к ряду выводов о характере познаний греческого автора и некоторых особенностях его образования. Так, американский исследователь отметил неравномерное знание философии: Лукиан основательно изучал стоическую диалектику, но уничижительно отзывался о ней, имел лишь базовые знания о физике, а познания в этике приобрёл, вероятно, не столько систематическим обучением, а самостоятельным чтением, беседами и посещением публичных лекций. Лукиан, вероятно, не изучал музыкальную теорию, хотя неоднократно демонстрировал интерес к музыке, особенно к игре на флейте. Греческий автор немало внимания уделял вопросам живописи и скульптуры и демонстрировал знакомство с технической терминологией живописи. Арифметику же Лукиан изучал на базовом уровне, но высоко ценил её как образцовую науку. Велик его интерес к медицине, однако его познания тривиальны и демонстрируют отсутствие специальной подготовки. Лукиан неоднократно высказывался по частным вопросам других областей знания (астрономия, геометрия, оптика, архитектура, механика), но, по мнению Хаусхолдера, ничто не указывает на глубокое знание этих дисциплин. Хаусхолдер также отметил отсутствие указаний на систематические познания по теории права. Риторическую подготовку Лукиан завершил к 25 годам.
После получения образования Лукиан стал странствующим ритором, и до сорока лет путешествовал по Греции, Македонии, Италии, Галлии (вероятно, только в Цизальпийской Галлии) и Сирии. По собственному заявлению, за ним закрепилось прозвище «Прометей красноречия». Лукиан, возможно, был адвокатом в Антиохии, хотя отмечается, что эта точка зрения основывается на позднем свидетельстве «Суды», которое, в свою очередь, могло быть результатом неточной интерпретации слов самого Лукиана. Став ритором, Лукиан познакомился с философом-платоником, которого он называет Нигрин. Некоторые исследователи допускают, что под именем Нигрин (лат. Nigrinus — «чёрный») Лукиана может скрываться философ Альбин (лат. Albinus — «белый»), хотя эта точка зрения не является общепризнанной. Лукиан связывал с влиянием Нигрина появление интереса к изучению философии и отмечал, что философ служил образцом умеренности, скромности и спокойствия. Впоследствии он познакомился с философом-киником Демонактом и углублял свои познания в философии у него.
У Лукиана было немало друзей и покровителей из богатой элиты — в частности, один римский сенатор (вероятно, греческого или восточного происхождения) и префект Египта (возможно, Гай Кальвизий Стациан). Его отношения с ними сравниваются с покровительством Мецената творческим людям, и едва ли Лукиан зависел от них, подобно критиковавшимся им параситам. Отдельные сочинения были посвящены танцовщице Пантее, любовнице императора Луция Вера. Лукиан был знаком и с представителями интеллектуальной элиты — врачом Галеном, историком Аррианом, философами Цельсом и Кронием, а также, возможно, с покровителем второй софистики Геродом Аттиком. Карьера Лукиана, сирийца по происхождению, в числе прочего обучавшего римских граждан в Галлии древнегреческому языку, считается вполне характерной для Римской империи I—II веков с её новыми социальными лифтами, предоставлявшими возможность для самореализации в едином культурном пространстве. В отношении к Римской империи Лукиан не испытывал никакой вражды, но, подобно Галену, сочетал самореализацию в Риме с критикой пороков его жителей, ярко проявившейся в «Нигрине». В целом Лукиан принимал римское господство как должное и рассматривается как лояльный римской власти. Впрочем, обращённость интересов в прошлое заставляла Лукиана, как и многих представителей второй софистики, не обращать внимания на Рим. По наблюдению антиковедов, именно Лукиан впервые в сохранившейся греческой литературе говорил о населении Римской империи в первом лице множественного числа («мы»). Лукиан знал латинский язык и изредка обращался к примерам из римской истории и мифологии.
В возрасте сорока лет Лукиан, по собственному признанию, переосмыслил предшествующий образ жизни странствующего ритора, почувствовал отвращение к занятиям риторикой и обратился к философии. К зрелом возрасте Лукиан, вероятно, жил в Афинах, где происходит действие ряда его диалогов. Однажды он упоминает, что у него был сын Ликин. Долгое время визит Лукиана в Абонотих (Абонутейх) на черноморском побережье относили к 164—165 годам, но в 1985 году Христиан Марек предложил пересмотреть датировку надписи, которая использовалась для реконструкции хронологии этого визита, предложив отнести путешествие к 159 году. Датировка Марека была принята, и Саймон Суэйн и Кристофер Джонс отнесли путешествие в Абонотих к 159 году. В 1997 году Яап-Ян Флинтерман, соглашаясь с датировкой Мареком надписи, пересмотрел хронологию визита Лукиана в Абонотих, отнеся его к 161—162 годам и связав с эвакуацией Лукианом семьи (включая отца) из Самосаты вглубь империи. В 163—166 годах (с перерывами) Лукиан находился в Антиохии. В 165 году Лукиан снова посетил Олимпийские игры, став свидетелем самосожжения кинического философа Перегрина Протея в Олимпии, а в следующем году вновь находился в Антиохии в ставке императора Луция Вера, победившего парфян. К концу жизни Лукиан получил некий пост в провинциальной администрации Египта (вероятно, его назначили архистратором). Поскольку последние произведения Лукиана вновь носят строго риторический характер, иногда предполагается возврат в конце жизни к профессии ритора (альтернативное объяснение — развлечение императорского чиновника). Сам Лукиан по-разному отзывался о своём достатке — и уповал на бедность, и упоминал о влиятельных богатых покровителях. Умер Лукиан после 180 года: умершего в этом году Марка Аврелия в произведении «Александр, или Лжепророк» он называет божественным. По утверждению враждебно настроенной к Лукиану «Суды», он умер, растерзанный собаками, «за то, что лаял против истины», но это сообщение считается очень сомнительным.

## Творчество

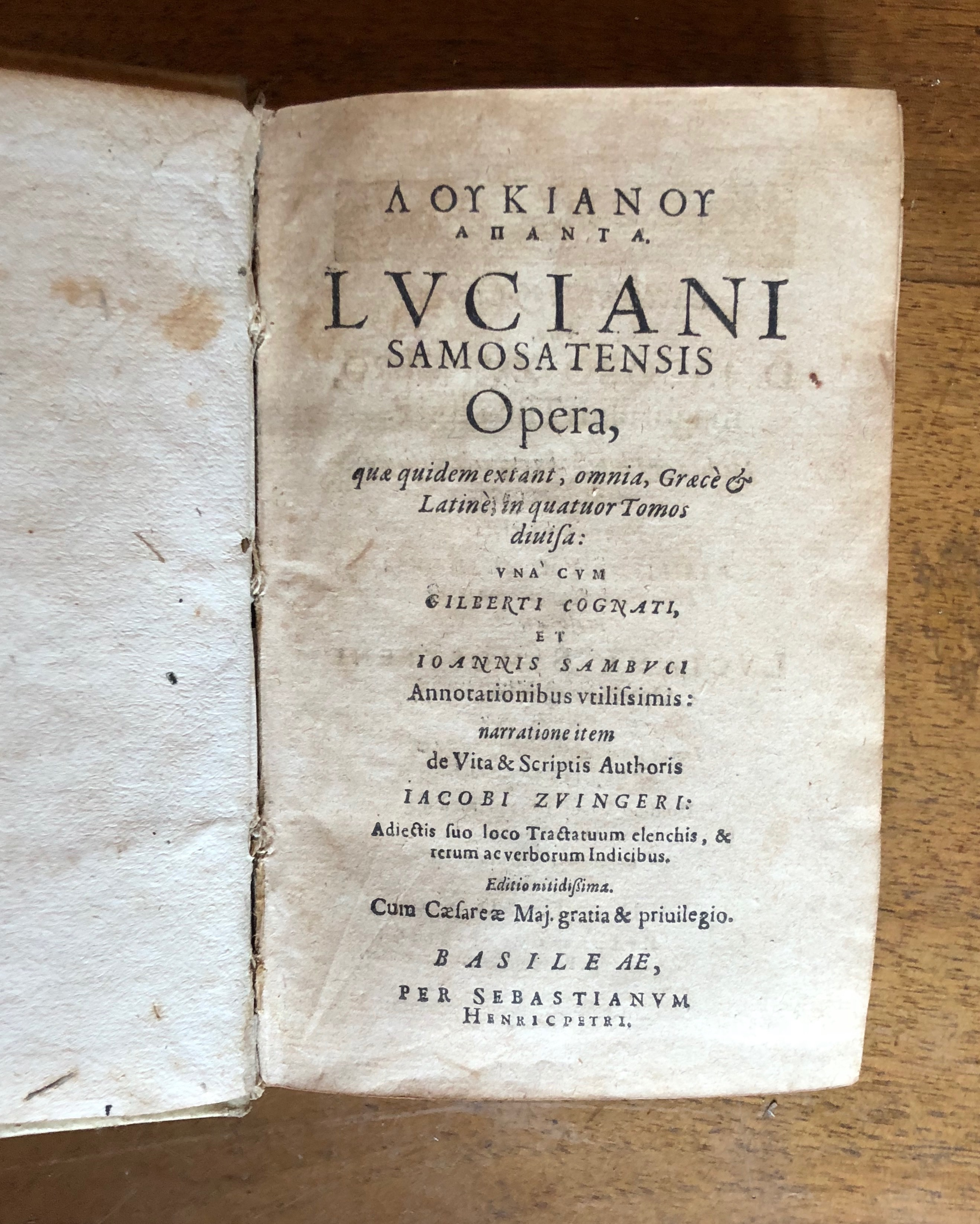
Титульный лист издания сочинений Лукиана, подготовленного Цвингер, Якоб, Кузен, Жильбер, Иоганном Самбуком и изданного в 1602 или 1619 году в Базеле в типографии Генрихпетри, Себастьян.

Творчество Лукиана обширно: оно включает философские диалоги, сатиры, биографии и романы приключений и путешествий (часто откровенно пародийные), имеющие отношение к предыстории научной фантастики. Всего Лукиану приписывается между 82 и 86 произведениями различных жанров. Принадлежность Лукиану нескольких сочинений неясна (см. раздел #Принадлежность спорных сочинений). Считается, что сохранилась значительная часть его литературного наследия.
Лукиан работал в различных жанрах. 18 произведений относят к риторическим жанрам — 4 речи (две речи в защиту Фаларида, «Тираноубийца» и «Лишённый наследства»), 9 пролалий (др.-греч. προλαλιά [prolaliá]), или вступлений, рассматривавшихся в качестве самостоятельных произведений («Дионис», «О янтаре», «Гармонид», «Геродот», «Тому, кто назвал меня Прометеем», «Скиф», «Жаждни», «Зевксид») и 5 эпидейктических сочинений («Гиппий», «О доме», «Похвала родине», «Похвала мухе», «В оправдание ошибки, допущенной в приветствии»). Также выделяется 17 сочинений в форме писем или памфлетов и 36 диалогов, которые наверняка были написаны Лукианом.
Установление хронологии написания работ Лукиана затруднительно. Поворот в биографии (отказ от профессии софиста) и творчестве Лукиана в 160-е годы обычно принимается в качестве отправной точки для периодизации его литературной деятельности. Большое количество сочинений относят к раннему периоду творчества на основании следования традиционным жанровым формам и отсутствия едкой сатиры. К таковым относят речи в защиту Фаларида, некоторые пролалии и эпидейктические сочинения. Затем Лукиан постепенно перешёл к сатире, изменив и жанровую форму творчества в пользу комического диалога. Жанровой спецификой данного периода творчества считают внедрение в литературу философского диалога, распространённого в популярно-философской литературе, с добавлением комических элементов. Его сатирическое творчество обогатилось философским инструментарием и аргументацией разных философских школ. После скорого разочарования в философии Лукиан начал высмеивать и философов. Этот новый период творчества характеризовался многообразием жанров, в которых работал греческий автор — помимо комического диалога, он иногда возвращался к риторическим декламациям. Иногда выделяются также переходные сочинения, близкие по тематике средней и новой древнегреческой комедии.
Отдельные сочинения Лукиана могут быть датированы по упоминанию известных событий и людей. Так, в 160-е годы были написаны «Дважды обвинённый», «Корабль», «Гермотим», «О смерти Перегрина», «Беглые рабы», «Изображения», «О танцах», после окончания войны с парфянами был написан трактат «Как следует писать историю». К поздним работам относят и отдельные эпидейктические речи («В оправдание ошибки, допущенной в приветствии») и пролалии (в частности, «Дионис» и «Геракл»). Самое позднее опубликованное произведение — «Александр, или Лже-пророк» — было опубликовано не ранее 180 года, хотя не исключается, что оно могло быть написано раньше.

### Влияние на Лукиана

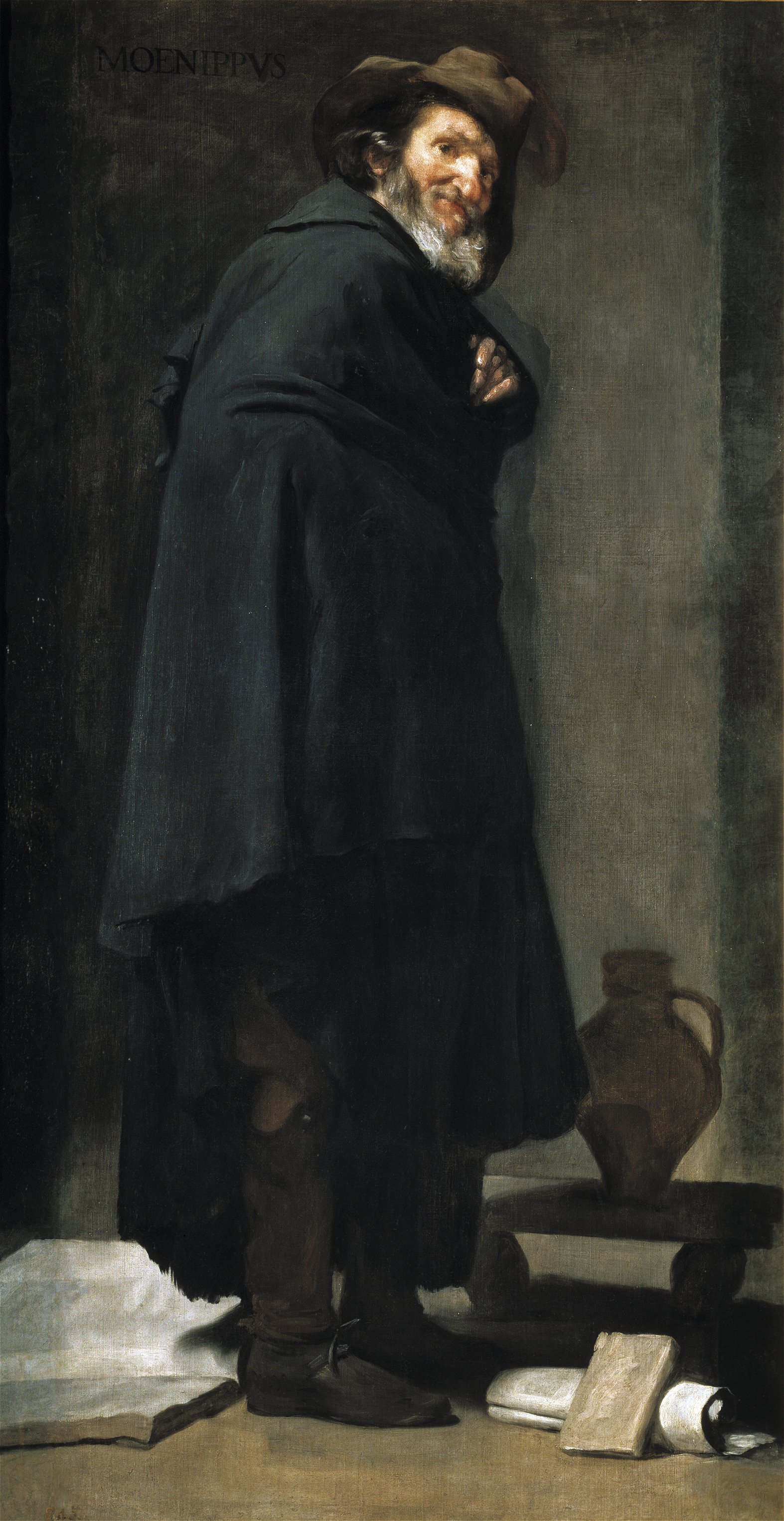
Менипп. Картина Диего Веласкеса (ок. 1638).

Лукиан испытал влияние нескольких древнегреческих авторов. В своих работах он открыто признавал влияние философа и сатирика Мениппа Гадарского. Сочинения Мениппа не сохранились (известны лишь отдельные краткие цитаты и фрагменты), и в историографии XIX—XXI веков вопрос о влиянии Мениппа на Лукиана решался по-разному. Так, Рудольф Хельм считал, что степень заимствования Лукианом Мениппа можно охарактеризовать как почти дословный плагиат. По утверждению Хельма, Лукиан воспользовался тем, что сатирические сочинения Мениппа были почти забыты ко II веку н. э., и приписал их себе после незначительной переработки. В более осторожном виде эту гипотезу разделял, в частности, Иосиф Тронский, который оценивал влияние Мениппа как подражание Лукиана полузабытому земляку-сатирику. Впоследствии исследователи доказали несостоятельность гипотезы Хельма. В частности, было доказано, что сатиры Мениппа и Лукиана существенно различались по форме, что перечёркивало значительную часть выводов немецкого антиковеда. Вместе с тем, сходство отдельных сочинений Лукиана с сохранившимся «Отыквлением» Сенеки, которое предположительно близко к сатирам Мениппа, считается основанием для признания за Лукианом некоторых сюжетных заимствований или аллюзий на работы Мениппа. При этом Лукиан, по мнению Дженнифер Холл, не только не скрывал некоторую степень влияния сатирика, но и стремился к тому, чтобы читатели увидели аллюзии на его творчество. Самого Мениппа Лукиан выводил героем своих произведений.
Другими источниками вдохновения для Лукиана называются софистическая риторика, философские диалоги Платона и сочинения Ксенофонта, которые оказали значительное влияние на стиль греческого автора. Отмечаются также содержательные и стилистические параллели с классическими комедиями (особенно Аристофана) и диатрибами киников. В различных сочинениях выявляются транспозиции из разных жанров: в «Диалогах богов» — из эпоса, в «Диалогах гетер» — из комедий, а также из однострочных шуток Махона, в «Нигрине» — из платонических диалогов, в «Сновидении» — из «Апологии Сократа» Платона. В трактате «О сирийской богине» Лукиан имитировал стиль Геродота. На особые образцы Лукиан ориентировался в фантастических сочинениях (см. раздел «Фантастика»). В произведениях Лукиана встречаются известные персонажи-клише древнегреческой литературы — мизантроп Тимон, философ-киник Диоген, сатирик Менипп, мудрый варвар Анахарсис. «Похвала мухе» Лукиана находит отклик в панегириках абсурдным вещам и явлениям некоторых современников (др.-греч. ἀδόξα [adóxa]).

### Сатира
Основные темы сатиры Лукиана — нравственное оскудение высшего общества, бессодержательные пафосные публичные выступления, религиозные предрассудки, упадок литературы и философии, современный быт. Комментируя тематическое многообразие лукиановской сатиры, Михаил Бахтин писал, что это «целая энциклопедия его современности: они полны открытой и скрытой полемики с различными философскими, религиозными, идеологическими, научными школами, направлениями и течениями современности, полны образов современных или недавно умерших деятелей, „властителей дум“ во всех сферах общественной и идеологической жизни (под своими именами или зашифровано), полны аллюзий на большие и маленькие события эпохи, нащупывают новые тенденции в развитии бытовой жизни, показывают нарождающиеся социальные типы во всех слоях общества и т. п.». В «Диалогах в царстве мёртвых» греческий автор постоянно обращался к теме тщетности человеческого существования, подчёркивая демократическое равенство одинаковых скелетов — бывших богачей и бедняков. Много внимания Лукиан уделял разного рода проходимцам и самозванцам, к которым он относил философов, софистов и религиозных деятелей, а также отдельных индивидуумов. По его мнению, всех их объединяло тщеславие, которое заставляло выбирать простые пути в любой сфере деятельности. Лукиан противопоставлял их стремлению быстро возвыситься долгий упорный труд.
Неоднократно объектом сатиры Лукиана были различные вопросы современной риторики и литературы. В «Похвале мухе» Лукиан высмеял бессодержательность и напыщенность современного ораторского мастерства. Схожая направленность обнаруживается в сочинении «Учитель красноречия». Мишенью критики был, вероятно, Юлий Полидевк (Поллукс). В «Лексифане» Лукиан высмеял языкового пуриста, написавшего бессодержательное сочинение в подражание Платону с обилием забытых слов и оборотов. В конце этого диалога альтер эго Лукиана и врач излечивают ценителя древней словесности рвотным средством, после чего Лукиан намечает программу его повторного обучения. В «Зевсе трагическом» Лукиан указывает на распространённую практику произнесения чужих речей. Неоднократно он высмеивал и широко распространявшееся увлечение восточной культурой.

### Фантастика

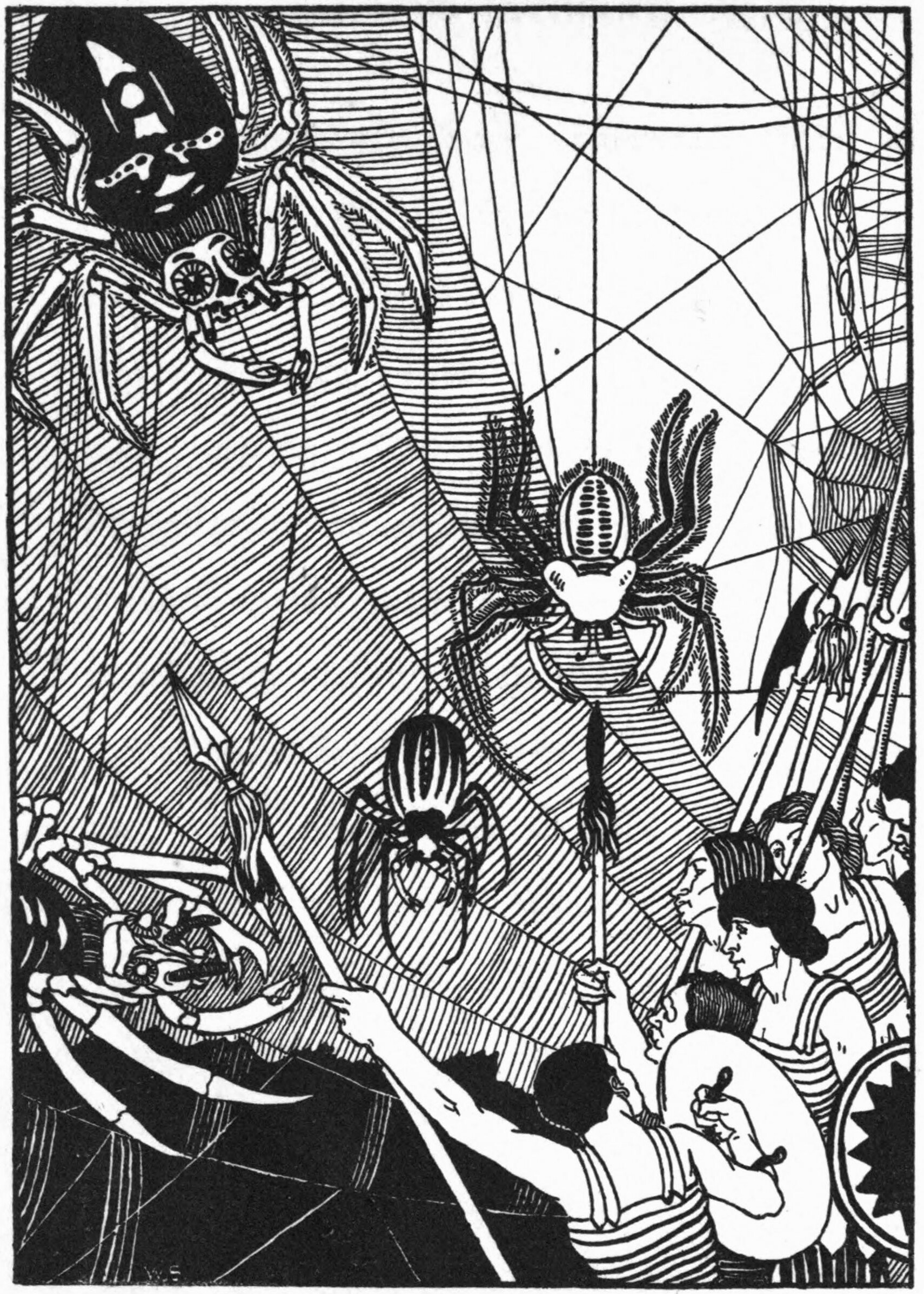
Эпизод из «Правдивой истории» — пауки участвуют в войне жителей Луны и Солнца за Венеру. «Им было приказано протянуть паутину через всё воздушное пространство от Луны до Утренней Звезды. Приказание было тотчас же исполнено, и таким образом приготовлена равнина, где пехота и выстроилась в боевом порядке». Иллюстрация Уильяма Стрэнга к изданию сочинений Лукиана. 1894

Лукиана часто называют «первым писателем-фантастом» в истории, имея в виду его «фантастические» романы — «Икароменипп» (др.-греч. Ἰκαρομένιππος [Ikaroménippos]; ок. 161 — «Икароменипп, или Заоблачный полёт») и «Правдивая история» (др.-греч. Ἀληθῆ Διηγήματα [Alēthḗ Diēgḗmata]; по разным данным, написана в 160-е или ок. 170). В первой книге герой совершает космический полёт на Луну с помощью крыльев (и с единственной целью — взглянуть на земные дела «с высоты»), после чего посещает Олимп; во второй, претендующей на титул первого научно-фантастического романа в истории, — путешественники-мореплаватели также унесены на Луну (штормовым вихрем), встречают там множество экзотических форм внеземной жизни, активно вторгаются в местную «политику» и даже участвуют в «звёздных войнах» за планету Венера.
«Правдивая история» вне контекста других сочинений Лукиана имеет ряд черт сходства с ранними научно-фантастическими работами. Ещё в середине XIX века Камиль Фламмарион в предисловии к классическому роману Жюля Верна «С Земли на Луну прямым путём за 97 часов 20 минут» прямо указывал на сходство сюжета с Лукианом. Отдельные элементы сюжета «Правдивой истории» сравниваются с избитыми клише научной фантастики первой половины XX века. По мнению писателя и критика Кингсли Эмиса, «Правдивая история» может быть принята за пародию на научную фантастику 1910-х — 1930-х годов. Вместе с тем, рассмотрение «Правдивой истории» в общем контексте творчества Лукиана вынудило некоторых исследователей подвергнуть сомнению принадлежность его сочинений к научно-фантастическому жанру: так, ссылаясь на принципиально иные цели греческого автора, Джон Гриффитс сомневается в возможности отнесения «Правдивой истории» к этому жанру. Известным критиком признания научно-фантастичности творчества Лукиана был Брайан Олдисс, но его позицию в отношении Лукиана связывают с активным продвижением первенства Мэри Шелли в истории жанра. Впрочем, продолжают высказываться и аргументы в поддержку традиционной идентификации «Правдивой истории» как произведения в (прото-)научно-фантастическом жанре. В числе ярких черт сходства античного сочинения с современной научной фантастикой отмечается проецирование социальной критики современных порядков на вымышленные миры (остранение). При этом подчёркивается, что влияние Лукиана на становление научной фантастики носит в значительной степени косвенный характер (см. раздел #Влияние). Другим сочинением Лукиана, имеющим черты сходства с научной фантастикой, называют «Икароменипп». Написанное в форме диалога сочинение повествует о космических приключениях Мениппа. Из-за большого числа аллюзий на греческих богов писатель-фантаст и критик Адам Робертс охарактеризовал эту работу как «теологическую фантастику».

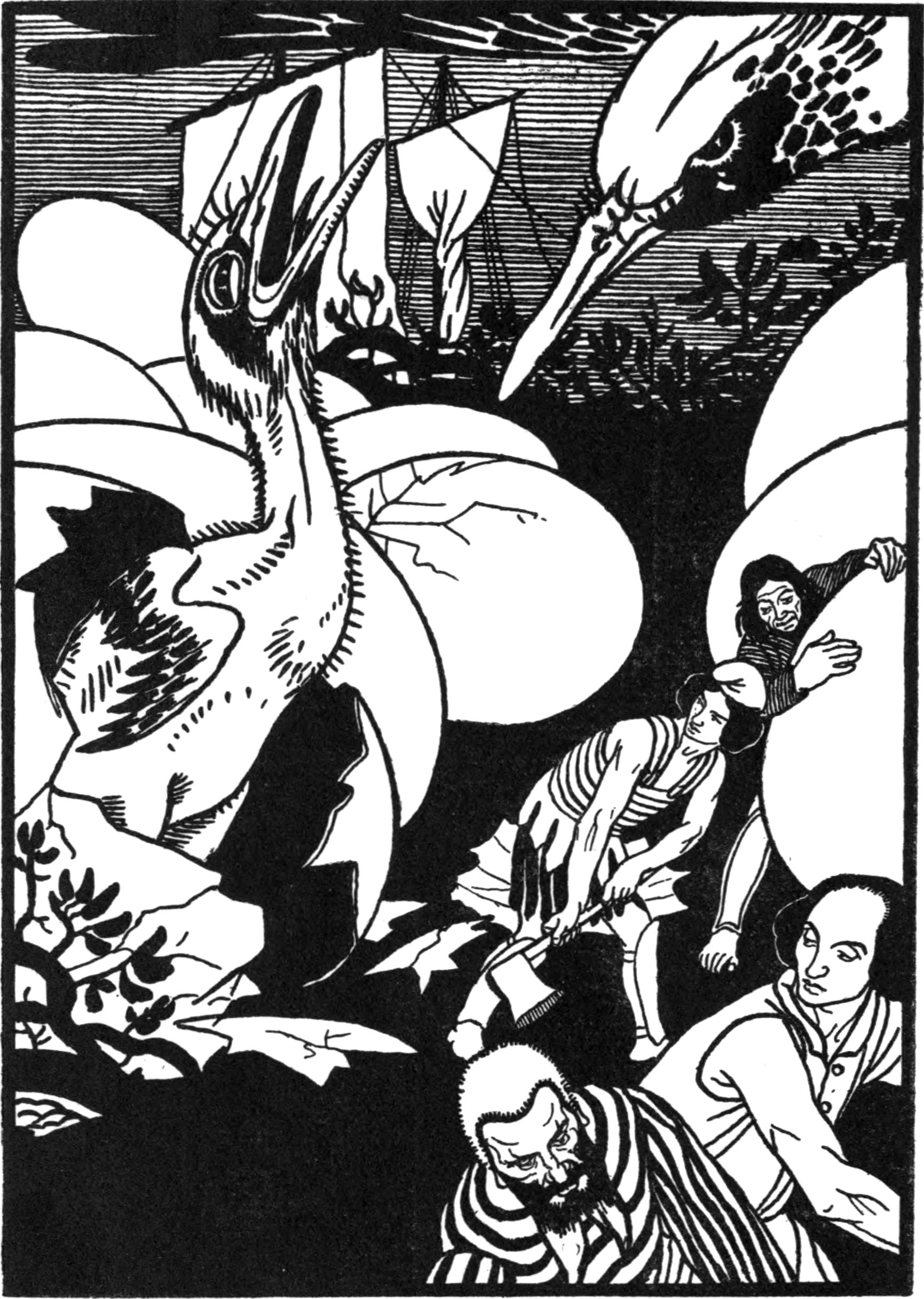
Эпизод из «Правдивой истории» — гнездо гигантского зимородка. «Когда рассвело, мы высадились, чтобы осмотреть гнездо, которое очень напоминало собой большой плот, так как было сооружено из огромных деревьев. В нём лежало пятьсот яиц, из которых каждое было гораздо больше хиосской бочки; внутри них уже пищали птенцы. С помощью топора мы раскололи одно из этих яиц, и из него вылупился не оперившийся ещё птенчик, более сильный, чем двадцать коршунов». Иллюстрация Уильяма Стрэнга. 1894

Лукиан не был первым писателем, использовавшим сюжет фантастического приключения. «Правдивые истории» и «Икаромениппа» рассматривают как продолжение развитого в греко-римской литературе жанра рассказов о вымышленных путешествиях, в значительной степени восходящих к «Одиссее» Гомера. В то же время, фантастические сочинения Лукиана не только продолжают названную традицию, но и пародируют эти рассказы в духе менипповых сатир. Другим объектом пародии Лукиана являлись утопические концепции Платона и других греческих авторов (Атлантида и другие вымышленные утопии). Открытое пародирование других сочинений и плохая сохранность греческой литературы затрудняют уточнение интертекстуального характера этой работы. Исследователям удалось выявить некоторые аллюзии. Лукиан писал, что объекты его пародии в «Правдивой истории» слишком известны, чтобы их называть, и упоминает по именам лишь Гомера, Ктесия и Ямбула. Схолии к тексту и комментарий византийской эпохи добавляют четвёртого автора, повлиявшего на текст «Правдивой истории» — «Невероятные приключения по ту сторону Туле» современника Лукиана, Антония Диогена (известна лишь по краткому пересказу). Современные антиковеды обнаруживают в частных деталях «Правдивой истории» аллюзии на Фукидида, хотя оценки степени его влияния разнятся, и Геродота. Некоторые описания вымышленной географии, включая Луну, могли быть связаны с фантазиями греков об Индии, хотя Лукиан отправил своих путешественников не на восток, а на запад. В 1969 году немецкий антиковед Клаус Рейль, предпринявший попытку реконструировать текст сочинения Антония Диогена, предположил, что зависимость Лукиана от этого автора была значительнее, чем предполагалось ранее. Кристофер Джонс, напротив, пришёл к выводу о небольшом влиянии сочинения Антония Диогена на «Правдивую историю». В 1998 году Аристула Георгиаду и Дэвид Ламур предположили, что Лукиан скрывал замысел «Правдивой истории» за аллегориями и предлагал читателям участвовать в разгадке; по их мнению, «Правдивая история» была пародией на поиск философской истины с причудливыми локациями и существами, представляющими различных философов и их теории.
Основная тема «Правдивой истории» — проблема отношения правды с ложью и вымыслом, и отражается она даже в названии. При этом схожая проблематика обнаруживается и в других сочинениях греческого автора, включая и серьёзный трактат «Как следует писать историю». Одной из излюбленных мишеней критики Лукиана был вымысел Гомера и других поэтов. В «Правдивой истории» Лукиан высмеивает вымышленные рассказы поэтов, историков и философов. Отмечаются два современника Лукиана, рассматривавшие схожие вопросы с философских позиций — Дион Хрисостом и Цельс. Контраст между предисловием, где автор заявил о ложном характере всего повествования, и серьёзным тоном основной части работы является одним из приёмов автора по демонстрации правдоподобности явного вымысла. Намеренно ложные заявления греческого автора усложняли работу исследователей его творчества: по наблюдению Грэма Андерсона, попытки антиковедов выявить объекты пародии в «Правдивой истории» отталкивались от заявления Лукиана в предисловии, не обращая внимание на парадокс лжеца. Одним из намеренно ложных заявлений Лукиана считается существование третьей части «Правдивой истории», что приняли на веру отдельные исследователи. Один из приёмов Лукиана по приданию вымыслу в «Правдивой истории» видимости правдоподобия — гиперболизировано точные хронологические указания, сопровождающие фантастические путешествия.
Помимо пародийно-сатирического элемента, «Правдивую историю» рассматривают и как гимн воображению.

### Стилистические особенности
Важнейшая особенность стиля Лукиана — его стремление писать на устаревшем аттическом диалекте, который считался классическим для греческой литературы. Широкое использование высокого аттического диалекта Михаил Гаспаров связывает с желанием Лукиана видеть его разговорным языком — в отличие от традиционного противопоставления аттической речи и народного койне. При этом использование торжественной риторической речи в повседневных ситуациях создавало юмористический контраст и обыгрывалось Лукианом. Мастерство подражания Лукиана аттической прозе считается чрезвычайно высоким, образцовым.
Стиль Лукиана оценивается как простой и ясный. Сам Лукиан отмечал и такую особенность стиля своих сочинений, как свобода речи от учёных тонкостей. В сатирических целях и для передачи живого разговорного языка своего времени он помещает в своих сочинения поэтические выражения, цитаты, неологизмы, пословицы и поговорки. В «Зевсе трагическом» Лукиан приписывает разным богам использование разных стилей общения: трагические стихи у Зевса, комедийные стихи у Гермеса, гомеровский гекзаметр у Афины, проза у Геры.
Жанровой новацией Лукиана считается введение в оборот синтетической прозаической формы, соединявшей элементы традиционных жанровых форм древнегреческой литературы, хотя о конкретных компонентах лукиановского жанра высказываются различные мнения. Сергей Радциг считал заслугой греческого автора сочетание риторской декламации с адаптацией философского диалога платоновского типа к требованиям малого объёма. Глин Пёрсглоув подчёркивал, что адаптация философского диалога Лукианом примечательна совершенно иной — комической и сатирической — направленностью этой жанровой формы, прежде использовавшейся в серьёзных трактатах. Дженнифер Холл отдавала приоритет во влиянии на Лукиана «менипповым сатирам», форму которых он существенно видоизменил, расширив диалогическую и сократив стихотворную части. Распространённая ранее гипотеза о том, что сочинения Лукиана являются образцовыми «менипповыми сатирами», считается опровергнутой. В диалоге «Дважды обвинённый» Лукиан иносказательно рассказал о своей адаптации философского диалога, изобразив претензии к себе со стороны Диалога.
В работах Лукиана часто прослеживается контраст между неформальным прологом и серьёзной основной частью. С учётом аналогичной тенденции в работах ряда его современников допускается, что эта черта была одной из стилистических особенностей второй софистики.
Литературные предпочтения Лукиана постепенно менялись. Работы, причисляемые к риторическому периоду творчества, построены по классическим схемам, хотя обладают отдельными элементами новизны. Соломон Апт предполагает, что разрыв с риторикой отразился в формах творчества и проявился, в частности, в использовании диалогов. К ранним сочинениям после отхода от риторики относят сочинения с длинными монологами и длинными периодами речи. «Тохарид» значительно отличается от других работ Лукиана: внешне напоминая лукиановские пародии и пастиши, это сочинение в основном серьёзно по тону и передаёт предположительно реальные истории. Ближайшими аналогами «Тохарида» в греческой литературе считаются трактат Плутарха «О доблестях женщин» и романы на тему мужской дружбы.
Отмечено, что для критики современности Лукиан обращался к таким жанрам, как диалог платоновского типа и памфлет в виде письма, а в большинстве сочинений стремился сохранять дух и обстановку классических Афин.

### Принадлежность спорных сочинений
Из-за многообразия творчества Лукиана исследователи затрудняются установить авторство некоторых сочинений, которые переписывались в средневековых рукописях вместе с его трудами. Некоторые из них порой причисляются к подложным: таковыми, в частности, считаются эпиграммы и стихотворные пародии на греческие трагедии, за исключением часто признающимися подлинными «Трагоподагры» и некоторых элегий. Остин Моррис Хармон, редактор греческого текста Лукиана в серии «Loeb Classical Library», называл в числе наверняка не-Лукиановых произведений работы «Гальциона», «Нерон», «Друг отечества» и «Об астрологии», а также выделил ряд произведений, для которых авторство Лукиана сомнительно. Соломон Апт предположил, что Лукиану, помимо стихотворных произведений, не принадлежат сочинения «Две любви», «Об астрологии», «Харидем, или О красоте», «Киник», «Похвала Демосфену», «Гальциона, или О превращении», «Долговечные», «О парасите, или о том, что параситизм — искусство», «О сирийской богине» и «Патриот, или слушающий поучения». А. И. Зайцев считал однозначно подложными сочинения «Две любви», «Харидем», «Гальциона», «Долговечные», «Нерон», «Друг отечества», «Быстроног», а также признавал существование ряда произведений, авторство которых установить затруднительно. Педро Пабло Фуэнтес Гонсалес предложил считать неаутентичными сочинения «Нерон», «Харидем», «Друг отечества» («Патриот»), «Киник», «Долгожители», «Окип», «Гальциона», «Лжеучёный», «Две любви».
Причинами сомнений в авторстве Лукиана обычно служили соображения стиля и содержания. Трактат «Об астрологии» считали подложным по причинам использования ионического диалекта и защиты астрологии, однако впоследствии Дженнифер Холл доказала, что это притворный панегирик. Трактат «О сирийской богине», также написанный на ионическом диалекте, содержит немало фактов о восточных культах, и некоторые исследователи настаивали, что иронически настроенный скептик Лукиан не смог бы удержаться от сатирических комментариев.
Долго приписываемое Лукиану произведение «Лукий, или Осёл» в настоящее время считается написанным другим автором. Осторожно в поддержку авторства Лукиана «Осла» высказалась Эвен Боуи.

### Исторические взгляды
Но важнее всего, чтобы ум историка походил на зеркало, чистое, блестящее и правильно отшлифованное; какими оно принимает образы вещей, такими должно и отражать, ничего не показывая искривлённым, или неправильно окрашенным, или изменённым. Задача историков не такова, как у ораторов...
Особняком в творчестве Лукиана стоит трактат «Как следует писать историю» (др.-греч. Πῶς δεῖ Ἱστορίαν συγγράφειν [Pṓs déi Historían syngráphein]). Это единственный сохранившийся античный труд, в котором систематически исследовались проблемы написания исторических сочинений (несколько работ других авторов были посвящены главным образом вопросам стилистической отделки исторических сочинений). В связи с тем, что схожие вопросы мимоходом затрагивали Полибий, Дионисий Галикарнасский, Плутарх и Иосиф Флавий, работу Лукиана часто считали второстепенной. Поводом к написанию работы обычно признаётся Римско-парфянская война 161—166 годов, благоприятные для римлян итоги которой подвигли многих на попытку её описания.
«Как следует писать историю» касается различных вопросов составления, содержания и оформления исторических работ. Лукиан едко высмеивал подходы современных историков к описанию событий прошлого и используемые ими стилистические приёмы. Лукиан неоднократно отсылал читателей трактата к сравнениям из живописи, скульптуры, архитектуры, цитируется в этой связи и сравнение историка с хорошим зеркалом (см. врезку), что считается проявлением не лингвистического (текстового), а визуального понимания истории. Среди образцов исторического жанра Лукиан выделял трёх классиков древнегреческой историографии — Фукидида и, в меньшей степени, Геродота и Ксенофонт. Взгляды Лукиана на историю в значительной степени оригинальны и не отражают моды его времени. Его критика злоупотребления риторическими приёмами в историографии, признание прагматических достоинств истории и требование тщательного сбора фактов сближают автора с Фукидидом и Полибием. Из-за акцента на стилистических вопросах «Как следует писать историю» рассматривают и как трактат об искусстве, выражающий эстетические взгляды греческого автора.

### Философские взгляды
Лукиан интересовался философией и имел неплохую философскую подготовку, но его интерес связывают не с теоретическими концепциями древнегреческих авторов, а с накопленным арсеналом критических аргументов, который он охотно использовал в своих работах начиная с 160-х годов. Он не принадлежал ни к одной из древнегреческих философских школ, и различные исследователи по-разному решают вопрос об идентификации его взглядов. Наиболее часто его считают симпатизантом кинизма, эпикурейства или скептицизма.
Философ-киник Демонакт удостоился высокой оценки Лукиана. При этом Демонакт в его изображении — не хрестоматийный киник, а философ, который ведёт простую жизнь, что и импонирует автору. Лукиан в целом с симпатией относился к кинизму, но в сатирических сочинениях высмеивал в том числе и представителей кинической школы. Обнаруживаются и отдельные черты сходства с эпикурейством — Лукиан разделял некоторые элементы этической доктрины эпикурейцев и отрицал роль Провидения. В результате, например, Иосиф Тронский считал, что Лукиан был наиболее близок к эпикурейской школе, особенно на склоне лет. Впрочем, Лукиан решительно расходился с эпикурейской теологией и их атомистическим учением, высмеивая их наравне с другими вымышленными концепциями, из-за чего его близость к данной философской школе часто отрицают.
Пифагорейская философия не заинтересовала Лукиана, хотя он уважал Пифагора. Его отношение к платонической (академической) философии было отрицательным, а его высокая оценка платоника Нигрина касалась личных качеств философа. К числу школ, философию которых Лукиан не разделял, относят и перипатетиков. Наиболее решительное неприятие Лукиана вызывал стоицизм и его последователи.
Объектом критики Лукиана были главным образом не идеи различных школ, а их представители, и греческий автор высмеивал несамостоятельность философов, их ориентацию на богатых покровителей, отказ от следования в повседневной жизни возвышенным идеалам преподаваемых ими учений. Наиболее язвительным считается диалог «Продажа жизней», в котором на аукционе распродают крупнейших философов: дороже всех покупают Сократа, за Пифагора дают среднюю цену, Диогена покупают за бесценок (два обола), Демокрита и Гераклита никто не покупает.

### Лукиан и религия

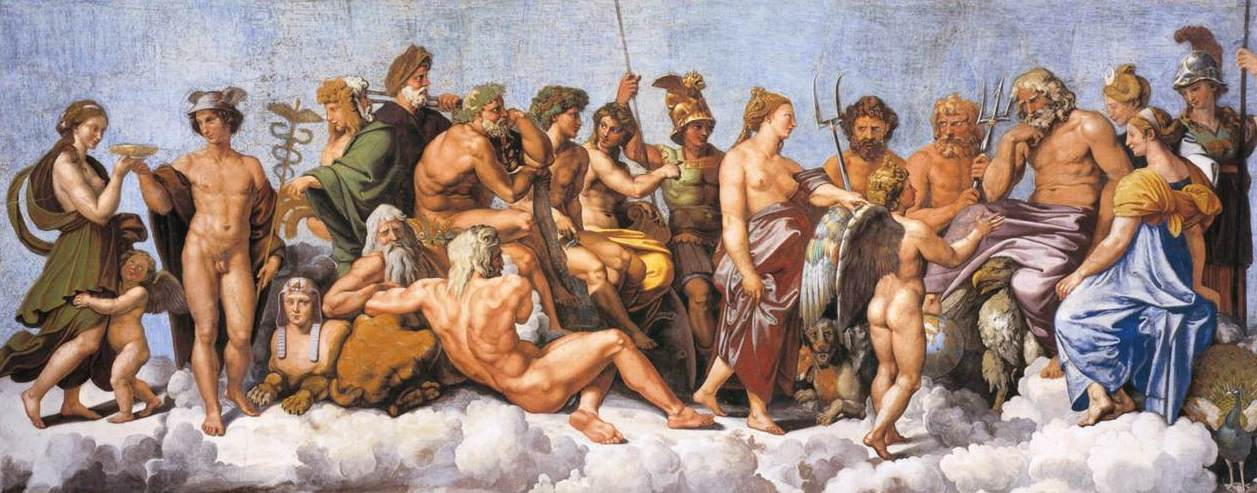
«Совет богов», фреска Рафаэля (ок. 1517—1518). В диалоге «Собрание богов» Лукиан высмеивает поклонение иноземным богам вперемешку с олимпийцами: «…Откуда они приведены к нам вместе с этим мидийцем Митрой, в персидской одежде и с тиарой, даже не говорящим по-гречески, не понимающим, когда пьют за его здоровье?… Ты же, египтянин с собачьей мордой, завёрнутый в пелёнки, — ты кто таков, милейший, и как можешь ты, лающий, считать себя богом?… Уж о козлах, ибисах, обезьянах и многом другом, ещё более нелепом, что неизвестно как проползло к нам из Египта и заполонило всё небо, мне и говорить стыдно».

Одной из центральных особенностей творчества Лукиана является решительная критика всех существующих религий и их последователей с рационалистических позиций. Кристофер Джонс считал, что критика религии — любимая тема Лукиана. Соломон Апт допускал, что неприятие Лукианом религии могло стать результатом его разочарования в риторике и её возвышенных темах и обращению к мифологии. Наибольшее внимание Лукиан уделяет сатире на традиционный древнегреческий политеизм. Лукиан высмеивал антропоморфные (человекообразные) представления об олимпийских богах, принимая их буквально и доводя до абсурда, перенося человеческие пороки на богов и рассматривая их повседневное, бытовое существование. Лукиан изображал богов бессильными и жалкими, подчёркивал подверженность мелким страстям, корыстолюбие и вечную занятость, обилие сплетен и любовных интриг. В пародиях на мифы Лукиан обычно рассматривал деятельность богов с необычной перспективы, сохраняя при этом известные из мифов отношения между богами. В результате, по словам Иосифа Тронского, «миф оказывается нелепым и противоречивым, боги — мелочными, ничтожными, безнравственными». Изображение богов ленивыми гедонистами, заботящимися лишь о жертвоприношениях и привилегиях, весьма близко к воззрениям эпикурейцев. Допускается, что «Разговоры гетер» Лукиана могли противопоставляться «Разговорам богов» и иметь религиозный подтекст, поскольку гетеры стараются сохранить достоинство и в целом ведут себя сдержаннее олимпийских богов. В «Собрании богов» Лукиан высмеивает обилие варварских богов среди олимпийцев, причём достаётся и Дионису, который не является греком по материнской линии. Затем Лукиан обратился к египетским богам и обычаям, критика которых была широко распространена у греков. Антропоморфность персонажей «Собрания богов» выразилась в ярких аллюзиях на дискуссии о гражданстве в классических Афинах, что подчёркивалось в том числе и использованием юридической лексики (допускается, что всё сочинение могло быть реакцией на рескрипт Марка Аврелия об афинском гражданстве).
Культовую сторону религии, включая веру во всё чудесное, оракулов и предсказания, Лукиан связывал с человеческими слабостями, и критикует главным образом простодушных последователей. При этом Лукиан высмеивает не столько простолюдинов, сколько образованных людей, увлекавшихся заговорами, амулетами и магией. Уже в ранней декламации «Фаларид» Лукиан показывал корыстолюбие жрецов храма Аполлона в Дельфах. Высмеивал он также квазирелигиозные суеверия и ареталогические рассказы о чудесах. Лукиан хорошо знаком с магическими практиками своего времени, хотя главными источниками его знаний были чтение различных работ и, возможно, знакомство с устно распространявшимися рассказами, а не наблюдение. Критика магических ритуалов носит рационалистический характер и сближает его с Галеном.
Наиболее часто для критики религии Лукиан использовал диалоги — как миниатюры с разговорами богов, так и более развёрнутые диалогические сочинения с участием богов и их оппонентов.
Благодаря своему происхождению Лукиан был хорошо знаком и с восточными культами, и отдельные его описания в «О сирийской богине» подтверждаются археологическими находками и независимыми от Лукиана письменными источниками. Богатый материал он почерпнул и благодаря частым путешествиям по Римской империи. Отмечается, что его интересовали главным образом практические аспекты религиозной жизни, а не теоретические вопросы.
Лукиан не был новатором очеловечивания олимпийских богов, хотя он пошёл значительно дальше лёгкой фронды против религиозного благочестия. Содержание критики религии у Лукиана, вероятно, отчасти было близко несохранившимся сочинениям Мениппа, а отдельные аргументы могли быть почерпнуты у философов (в последнем случае отмечаются параллели с аргументами философа-академика Котты в «О природе богов» Цицерона).
Помимо традиционных религий, Лукиан высмеивал и новые культы — митраизм и христианство.

#### Лукиан и христианство
Тогда-то он [Перегрин] и познакомился с удивительным учением христиан, встречаясь в Палестине с их жрецами и книжниками. И что же вышло? В скором времени он всех их обратил в младенцев, сам сделавшись и пророком, и главой общины, и руководителем собраний — словом, один был всем. Что касается книг, то он их толковал, объяснял их, а многие и сам сочинил. Христиане почитали его как бога, подчинялись установленным им законам и избрали своим покровителем.
Лукиан — один из немногих языческих современников раннего христианства, писавших о нём. Он упоминает активно распространявшееся христианство в сочинениях «О смерти Перегрина» и «Александр, или Лже-Пророк». В «Александре» Лукиан кратко упоминает христиан в одном ряду с эпикурейцами в качестве оппонентов самозваного пророка Александра. Более подробно сообщение в «О смерти Перегрина», где Лукиан упоминает и Иисуса Христа, и кратко пересказывает некоторые основные верования ранних христиан. Сообщения Лукиана вызывали резко негативную реакцию в Средние века, которая отчасти основывалась на неадекватной интерпретации его работ. В целом, Лукиан упоминает христиан довольно бегло — как некоторых жертв обманщика Перегрина — а дополнительные сведения о них сообщает, используя повод.
Ведь эти несчастные уверили себя, что они станут бессмертными и будут жить вечно; вследствие этого христиане презирают смерть, а многие даже ищут её сами. Кроме того, первый их законодатель вселил в них убеждение, что они братья друг другу, после того как отрекутся от эллинских богов и станут поклоняться своему распятому софисту и жить по его законам. Поэтому, приняв без достаточных оснований это учение, они в равной мере презирают всякое имущество и считают его общим. И вот, когда к ним приходит обманщик, мастер своего дела, умеющий использовать обстоятельства, он скоро делается весьма богатым, издеваясь над простаками.
Наибольшее недовольство христиан вызывали слова Лукиана об Иисусе Христе, которого греческий автор упомянул дважды, не называя по имени — сначала просто как распятого человека (др.-греч. ἄνθρωπος [ánthrōpos]), затем как «распятого софиста». Один из средневековых читателей этого отрывка назвал Лукиана «грязным негодяем» в маргиналиях на полях рукописи. Грэм Андерсон подчёркивает, что эту внешне уничижительную характеристику следует рассматривать в контексте представлений II в. н. э.: по его мнению, Лукиан мог вкладывать в свои слова нейтральное или даже положительное содержание. Схожую мысль развивал Орестис Каравас, однако его трактовка не встречает всеобщей поддержки. Пол Тёрнер считает упоминания о христианстве «не особенно оскорбительными», хотя признаёт снисходительный тон греческого автора. По мнению Тёрнера, негативные отзывы христианских авторов о Лукиане отчасти базировались на подмене ими объекта критики греческого автора, в результате чего эпизоды «Правдивой истории» о пребывании во чреве кита и о путешествии на острова блаженных рассматривали как пародию на книгу Ионы и утопическую концепцию Нового Иерусалима. Характеристика Лукианом христиан как «простаков» (др.-греч. ἰδιώται [idiṓtai]) основывалась на другом значении древнегреческого слова «идиот» и указывала на неспособность к возвышенному мышлению, а эпитет др.-греч. κακοδαίμων [kakodáimōn] (одержимый, безумный, несчастный), использованный Лукианом по отношению к христианам и к Перегрину, в том же контексте применял и Цельс.
Другим направлением критики сообщений Лукиана о христианстве является анализ содержательной части описания взаимоотношений Перегрина с христианской общиной, в котором греческий автор заявляет, будто христиане избрали Перегрина своим тиасархом (др.-греч. θιασάρχης [thiasárchēs] — предводитель группы) и обращались с ним как с богом. Историк религии Марк Эдвардс считает это сообщение Лукиана абсурдным и несовместимым с обычаями первых христианских общин, настаивая на необходимости рассматривать его в контексте сатирических целей греческого автора. Эдвардс предположил, что отзывы Лукиана о христианах перекликаются с христианскими апологиями, и обнаружил несколько аллюзий на сохранившиеся апологетические труды. Кристофер Джонс вслед за Хансом-Дитером Бетцем, впрочем, подчёркивал весьма большую точность описания Лукианом христианства по ряду вопросов: он знал об Иисусе из Назарета, о его распятии, о концепции «братской любви» и о важности священных книг для христиан; описание помощи христиан заключённому в тюрьму Перегрину соответствует аналогичным случаям, зафиксированным в раннехристианской литературе. Негативные отзывы о христианских обычаях, по мнению Джонса, характерны и для восприятия иных религий в древнегреческом мировоззрении.

## Влияние
Лукиан Самосатский прозван богохульником и злословцем за то, что в его диалогах содержатся насмешки над божественным. Жил он при императоре Траяне и его преемниках. Сначала Лукиан был адвокатом в сирийском городе Антиохия, но, не добившись успеха на этом поприще, обратился к ремеслу логографа. Написано им без числа. Говорят, что умер он, растерзанный собаками, ибо боролся против истины. И в самом деле, в «Жизнеописании Перегрина» он нападает на христианство и надругается, нечестивец, над самим Христом. За эти бешеные выпады было ему уготовано достойное наказание в этом мире, а в будущем вместе с Сатаной он получит в удел вечный огонь.

### Античность и Средние века
Лукиан не оказал большого влияния на современников. Письма Алкифрона (возможно, младшего современника писателя) находятся под влиянием диалогов Лукиана. Позднеантичный писатель Аристенет был хорошо знаком с творчеством Лукиана, но вплоть до начала X века его редко упоминают. Ранние христианские теологи по-разному воспринимали острую сатиру Лукиана: так, Лактанций негативно относился к его творчеству и заявил, что он «не щадил ни богов, ни людей», а Иоанн Златоуст нашёл в критике предрассудков и суеверий много общего с христианским вероучением. Обнаруживается и вероятное заимствование метафоры Лукиана в одной из проповедей Иоанна Златоуста.
Общий упадок влияния его творчества был связан с его репутацией богохульника. Вместе с тем, рукописи его работ продолжали переписывать. Марк Эдвардс и Дискин Клэй считали, что причиной продолжения распространения его работ был не столько интерес к его идеям, сколько всеобщее признание высокого стилистического мастерства: он оставался одним из лучших образцов аттической риторики и литературы. Кристофер Джонс же склонялся к тому, что Лукиана ценили не только за стиль, но и за острую критику языческих суеверий. Начиная с Льва Философа пробуждается большой интерес к творчеству Лукиана в Византии; примерно в XI веке (допускается и значительно более ранняя датировка), вероятно, был создан трактат «Патриот, или Слушающий поучения» («др.-греч. Φιλόπατρις ἢ Διδασκόμενος») — искусное подражание Лукиану. Читал Лукиана патриарх Фотий, а Арефа Кесарийский составлял комментарии к его сочинениям. Среди византийских богословов Лукиан пользовался дурной репутацией и подвергался резкой критике, апогей которой — уничтожающая биография в энциклопедии «Суда» (см. врезку). Особенно оскорбительной для чувств верующих являлась работа «О смерти Перегрина», однако Арефа и другие священнослужители оскорблялись также диалогом против языческих богов «Зевс трагический». Комментируя слова Лукиана о «распятом софисте» в «О смерти Перегрина», Арефа, по преданию, пережил инсульт. Нередко переписчики и читатели дополняли фрагменты с упоминаниями о христианстве различными увещеваниями или допускали существование другого Лукиана, праведного критика язычества, часто оставляли комментарии о Лукиане (как правило, пейоративные) на полях рукописей различных сочинений. Подобные комментарии исключительно многочисленные и разнообразные по характеру. Впрочем, высказывания Лукиана о христианстве не препятствовали его популярности, и даже среди духовенства у него находилось немало почитателей. Фотий характеризовал Лукиана положительно и лишь как критика греческого язычества, не упоминая о его нападках на христианство. Фотий, по мнению Марка Эдвардса, рассматривал работы Лукиана как ценный источник нападок на язычество, которые могут быть адаптированы к нуждам христианства. Некий епископ Александр читал Лукиана и исправлял неточности в одной из рукописей.
В Византии, несмотря на резкую критику духовенством, сатире Лукиана нередко подражали в XI—XV веках. Сатирические приёмы, почерпнутые из Лукиана, нередко использовали для критики юристов, врачей, монахов. Его популярность в Византии была весьма значительной, из-за чего неоднократно появлялись подделки, подражавшие его стилю и направленности. Большой популярностью в Византии пользовались серьёзные риторические сочинения Лукиана и его трактат «Как следует писать историю» — единственная сохранившаяся античная работа о теории и методологии истории. За стилистические достоинства и множество культурных отсылок его ценили византийские учёные, которые обучали древнегреческому языку итальянских гуманистов в XIV—XV веках: так, в 1397 году Лукиан был первым автором, использованным Мануилом Хрисолором во Флоренции на уроках древнегреческого языка. С собой Хрисолор привёз по меньшей мере один кодекс с большинством сочинений Лукиана (хранится в Ватиканской библиотеке — Vaticanus graecus 87), а небольшая рукопись Urbinas graecus 121, вероятно, принадлежала одному из учеников Хрисолора, руке которого принадлежат латинские глоссы. Сочинения популярного писателя часто переписывали в Византии, и немало рукописей попали в Западную Европу. Около 1410 года византийский гуманист Исидор выслал копию сочинений Лукиана ученику Хрисолора Гуарино да Верона. В 1423 году собиратель рукописей Джованни Ауриспа привёз в Италию полное собрание сочинений греческого автора, а пятью годами позднее рукописи с диалогами Лукиана привёз в Италию Франческо Филельфо. В числе книг Виссариона Никейского, переданных в 1469 году Венеции и ставших основой библиотеки Марчиана, было шесть рукописей с трудами Лукиана. Рукописями Лукиана в XV веке активно пополнялась и Ватиканская апостольская библиотека.

### Новое время

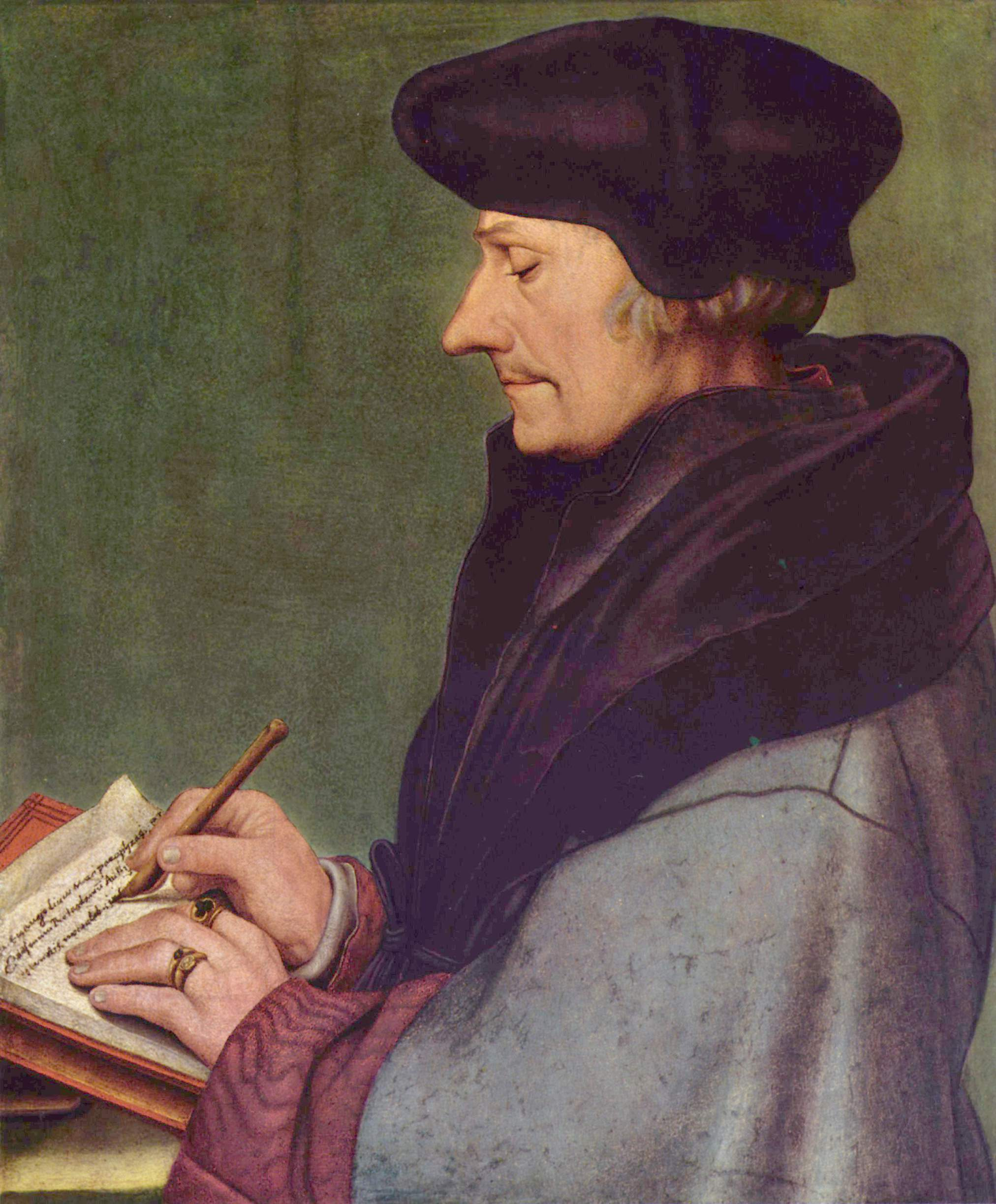
Эразм Роттердамский перевёл ряд его произведений на латинский язык и испытал заметное влияние его творчества. Портрет кисти Ганса Гольбейна. 1523

В Западной Европе Лукиан был практически неизвестен до конца XIV века. Первые переводы сочинений Лукиана на более известный в Европе латинский язык, выполненные итальянскими гуманистами, появились около 1400 года, когда два слушателя семинара Хрисолора во Флоренции выполнили переводы диалогов «Харон, или Наблюдатели» и «Тимон, или Мизантроп», опираясь на выполненные на занятиях упражнения. Оба перевода были весьма несовершенными, более поздние переводчики критиковали их, однако их копии разошлись среди читающей публики. Переводами отдельных сочинений занимались Гуарино да Верона, Джованни Ауриспа, Ринуччо да Кастильоне, Лапо да Кастильонкьо Младший, Лилий Тифернат, Поджо Браччолини, а также неизвестные авторы, каждый из которых выбирал наиболее интересные для себя сочинения. Лапо да Кастильонкьо Младший посвятил свои переводы римскому папе Евгению IV, отмечая борьбу Лукиана с предрассудками о похоронах. Стилистические особенности творчества Лукиана заставляли переводчиков и подражателей искать латинские эквиваленты в комедиях Плавта и Теренция. Около 1470 года ряд рукописных переводов на латинский язык был опубликован в едином сборнике, объединившем около трети сочинений Лукиана. В 1504 или 1505 крупный знаток античной литературы Эразм Роттердамский и его друг Томас Мор занялись переводом отдельных работ Лукиана на латинский язык. В 1506 году в Париже были опубликованы переводы 32 сочинений греческого писателя, выполненные Эразмом и Мором (в 1521 году переизданы в Базеле). Благодаря переводам Лукиана на латинский язык, а позднее — и на новоевропейские языки (в частности, на английский, немецкий и французский), с творчеством Лукиана познакомились повсеместно. После изобретения книгопечатания Лукиан был одним из наиболее часто издаваемых древних авторов — как на древнегреческом (более 60 изданий до 1550 года), так и на латинском языке (более 270 изданий до 1550 года).

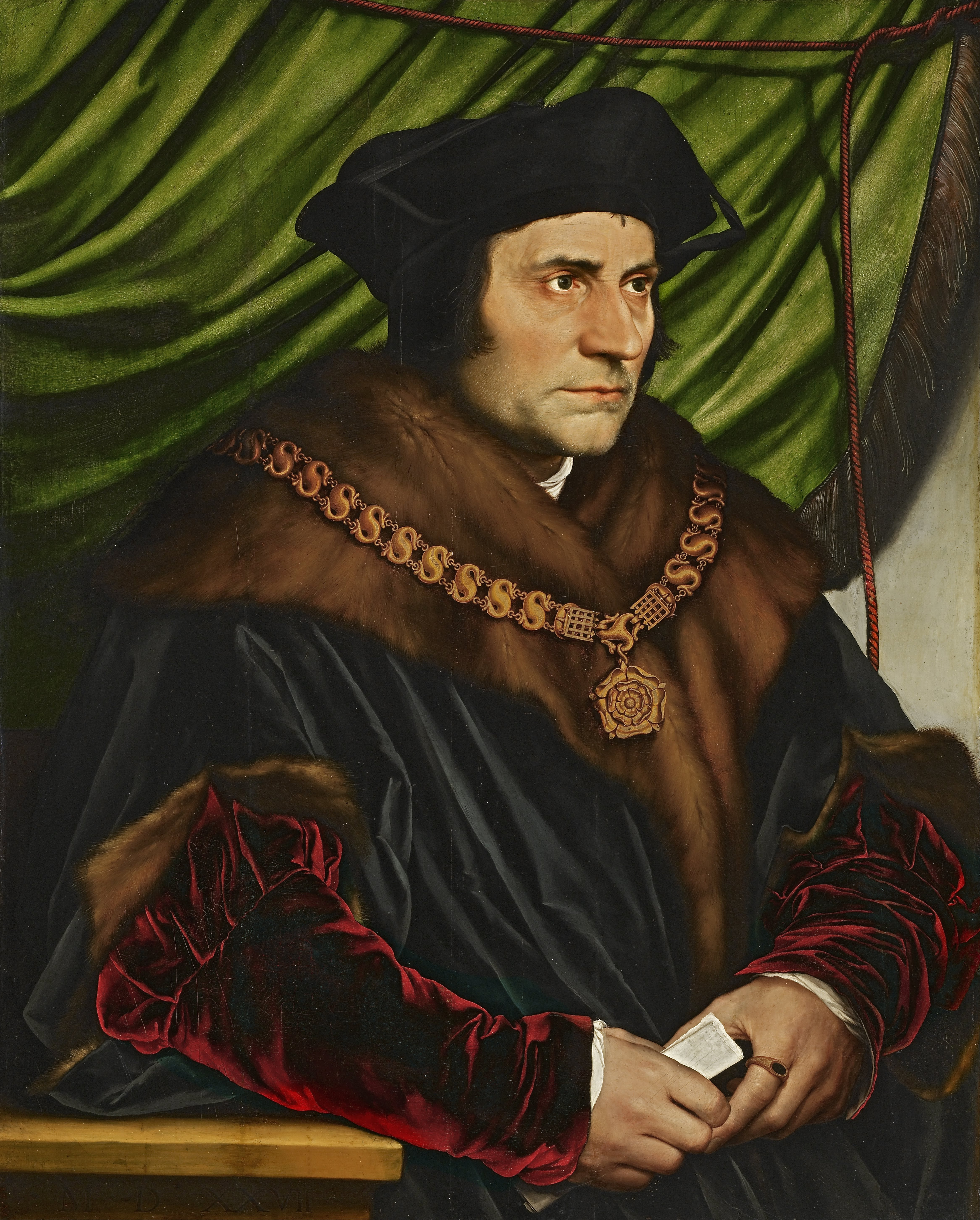
Томас Мор — ещё один переводчик Лукиана на латинский язык, испытавший влияние его произведений. Портрет кисти Ганса Гольбейна. 1527

Негативная характеристика Лукиана Лактанцием в значительной степени связала его имя с инакомыслием. Имя Лукиана использовалось оппонентами свободомыслящих гуманистов Лоренцо Валлы и Эразма Роттердамского как синоним атеизма. Подобный взгляд восприняли и некоторые основатели протестантизма, и в 1526 году Эразм жаловался, что Мартин Лютер назвал его «атеистом Лукианом». Однако негативные ассоциации не отразились на высокой оценке гуманистами: они ценили его за мастерство в обращении с древнегреческим языком и за изящный аттический стиль. Историк Дэвид Марш допускает, что гуманисты ощущали близость к Лукиану, который, как и они, был весьма удалён от классических Афин V века до н. э.. Гуманисты часто отмечали черты творчества Лукиана, связанные с игрой и юмором, обычно используя существительно lusus (игра, забава, развлечение, шутка) и однокоренной глагол ludo (играть, резвиться, шалить, насмехаться и др.). С большим интересом гуманисты относились к автобиографическим отступлениям в сочинениях Лукиана, раскрывавших его как личность, и к описанию социальных проблем, актуальных в эпоху Ренессанса. К наиболее популярным сочинениям греческого автора в XV веке относился «Харон, или Наблюдатели», который представлял иной образ лодочника на реке Стикс, существенно отличавшийся от с «Божественной комедии» Данте. Интерес гуманистов не исчерпывался сатирой Лукиана: примерно в 1430 году Джованни Ауриспа перевёл диалог «Токсарид, или Дружба», оказавший существенное влияние на итальянскую и неолатинскую литературу, а в 1446 году Гуарино да Верона давал практические советы своему ученику Тобиа Борги, основанные на трактате «Как следует писать историю». Несмотря на критику Лактанцием, в первой половине XV веке Лукиана ценили и как философа-моралиста, и переводы отдельных его сочинений использовались в педагогических целях: так, в одном падуанском дидактическом кодексе первой половины XV века «Диалоги мертвецов» Лукиана соседствуют с «О том, как молодым людям извлечь пользу из языческих книг» отца церкви Василия Великого и сочинениями классиков античной литературы. Около 1425 года Джованни Ауриспа при переводе «Диалогов мертвецов» по патриотическим соображениям изменил смысл одного эпизода: у Лукиана Минос назвал величайшим полководцем Александра Великого, а в переводе Ауриспы первенство было отдано Сципиону Африканскому (у греческого автора он был вторым). Ошибку заметили другие гуманисты, что спровоцировало живую полемику между сторонниками и противниками версии Ауриспы. Леон Баттиста Альберти же создал искусную мистификацию — диалог «Доблесть» на латинском языке, который долгое время принимали за подлинный и даже опубликовали в первом издании переводов Лукиана в 1470 году.

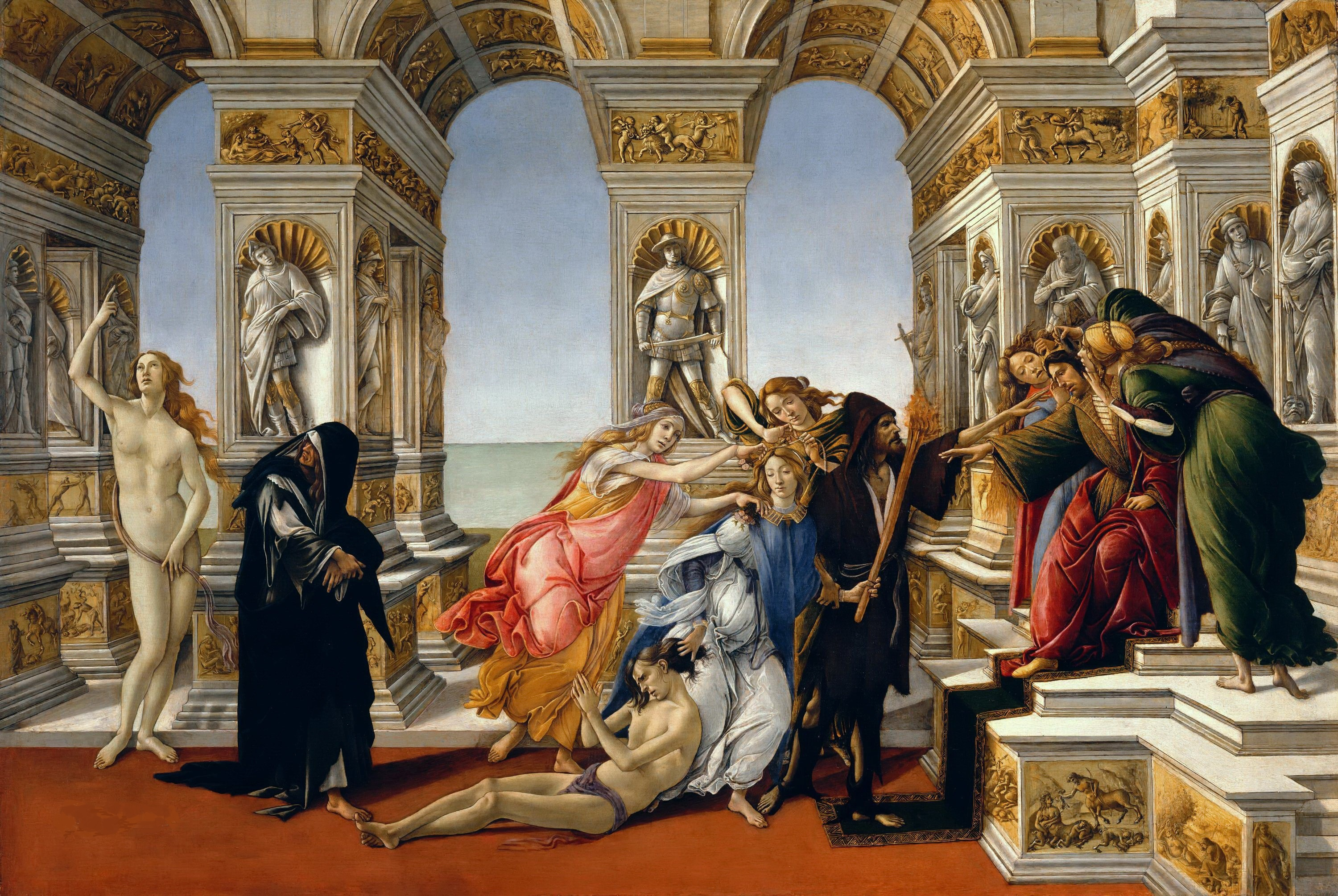
В 1495 году Сандро Боттичелли написал картину «Клевета», основываясь на описании картины древнегреческого художника Апеллеса в трактате «О том, что нельзя слепо верить клевете». По словам Соломона Апта, «Лукиан вообще охотно описывает картины и изваяния. Описания эти отличаются большой выразительностью, в них сказываются юношеские занятия автора изобразительным искусством».

Наибольшее влияние на европейскую культуру Лукиан оказал, став одной из ключевых моделей для прозаической сатиры в литературе: в то время как сатирическая поэзия была хорошо известна в Западной Европе благодаря Луцилию, Горацию, Персию, Ювеналу, аналогичная ниша в прозе была пуста. Отмечаются следующие причины успеха Лукиана: его проза благодаря стилистическим особенностям была проста для восприятия и подражания и лучше подходила для морализаторских сочинений, нежели поэзия; форма сатирических диалогов Лукиана открывала широкие возможности для высмеивания и при этом сохраняла возможность для формулирования личного отношения автора; взгляды Лукиана на мир были ближе гуманистам, нежели мировоззрение римских поэтов-сатириков; актуальность поднятых им проблем (богатство, власть, религия, философия, смерть, загробная жизнь). Мениппова модель сочинений Лукиана оказалась гибким жанром, очень удобным для писателей раннего Нового времени. К XVII веку имя Лукиана стало нарицательным и использовалось как псевдоним для авторов сатирических произведений. Помимо большого вклада в становление сатирической жанровой формы, Лукиан косвенно повлиял на распространение иронии в европейской литературе. Внедрение этого приёма в литературу Нового времени произошло в значительной степени благодаря Томасу Мору и Эразму Роттердамскому, которые в значительной степени обогатились внимательным изучением творчества Лукиана. Первые работы, на которые оказали влияние сочинения Лукиана, появились уже в XV веке, причём в некоторых случаях речь шла о явном подражании. Леон Баттиста Альберти и Пандольфо Колленуччо включали в свои сочинения, написанные по модели Лукиана, некоторые элементы из басен Эзопа — другой важной модели морализаторской сатиры того времени. Комический диалог «Катиния» падуанца Сикко Полентона был навеян латинским переводом лукианова «Паразита» и сатирической одой римским проституткам авторства Леонардо Бруни. Влияние Лукиана испытало множество итальянских гуманистов — Джованни Понтано, Маттео Боярдо, Эней Сильвио Пикколомини (римский папа Пий II), Франческо Акколти, Карло Аретино Марсуппини, Никколо Леоничено, Лудовико Ариосто, Поджо Браччолини и другие.

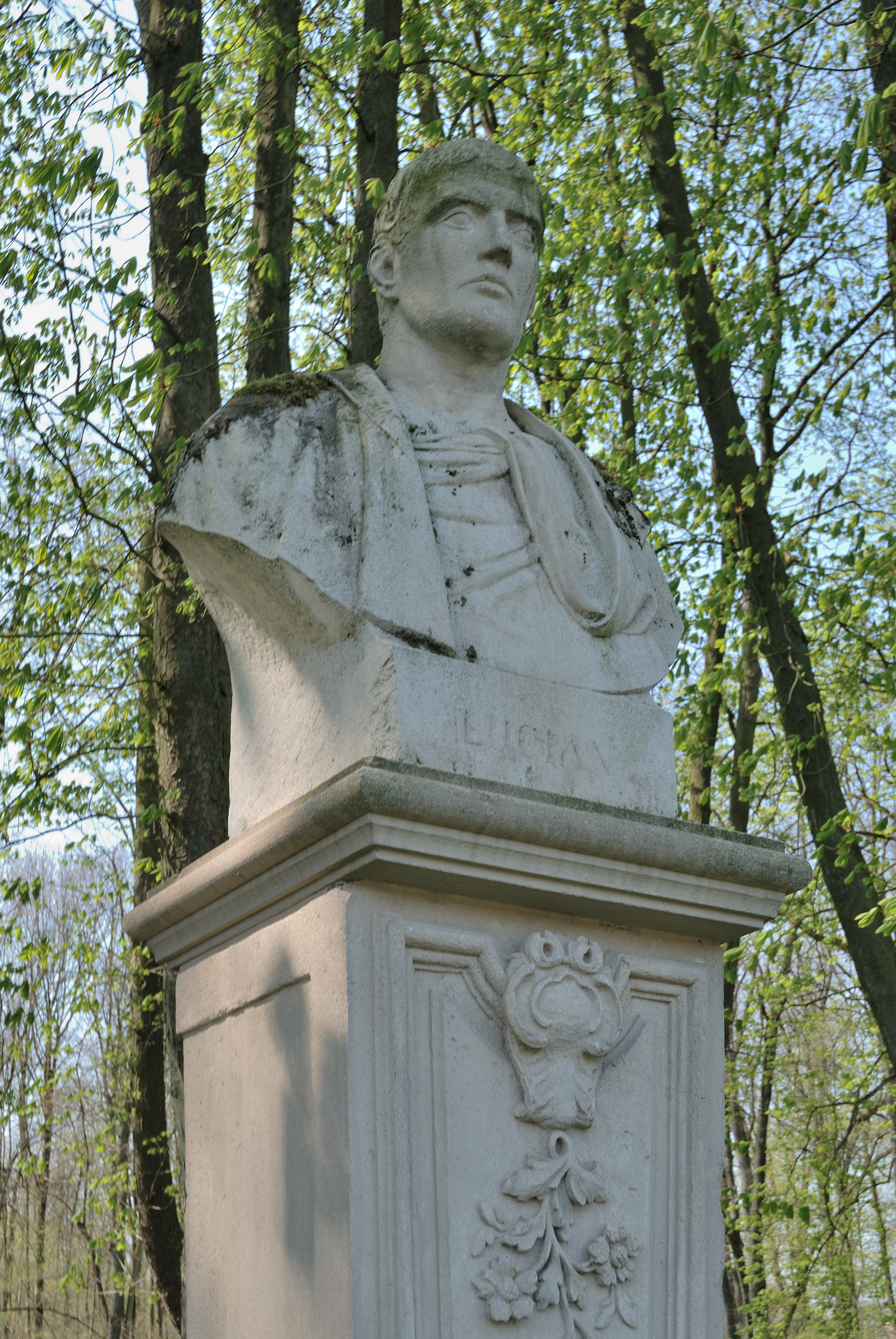
Бюст Лукиана в парке Нордкирхенского дворца.

Эразм чрезвычайно высоко оценивал творчество Лукиана и назвал его единственным автором, чтение сочинений которого доставляет одновременно удовольствие с пользой. В 1517 году Эразм заказал живописцу Квентину Массейсу свой портрет, на котором в числе прочих работ гуманиста изображён том переводов Лукиана (предполагается, что таким образом подчёркивалось значение греческого автора для Эразма). Диалоги Лукиана серьёзно повлияли на «Разговоры запросто» гуманиста. Влияние греческого автора обнаруживается и в самом известном произведении Эразма — «Похвала Глупости». В начале XVI века Томас Мор начал литературную карьеру с переводов Лукиана, и при жизни был известен как литератор в первую очередь благодаря переводам: при жизни Мора они переиздавались чаще «Утопии» или других оригинальных сочинений. «Утопия» Мора не была прямым подражанием лукиановым вымышленным путешествиям (хотя книги греческого автора упоминаются в «Утопии»), но на английского автора сильно повлияло остроумие Лукиана. Франсуа Рабле вдохновлялся сатирой Лукиана, и его считают наиболее известным подражателем греческого автора на новоевропейских языках в эпоху Возрождения. Между 1523 и 1526 годами, до публикации первой части «Гаргантюа и Пантагрюэля», Рабле перевёл по меньшей мере одну работу Лукиана. Этот перевод был упомянут в альманахе Пьера де Лилля в 1529 году, но впоследствии был утерян, и неясно, что именно переводил Рабле (возможно, «Гермотима» или «Икаромениппа») и на какой язык — латинский или французский. Подражал Лукиану Бонавентюр Деперье в «Кимвале мира». Лукиан пользовался большой популярностью среди немецких писателей-гуманистов благодаря решительной ядовитой сатире на религиозные предрассудки. Благодаря ему в этой среде распространилась литературная форма сатирического диалога. По мнению Бориса Пуришева, среди немецких гуманистов Лукиан был самым популярным из древних авторов. Ранняя полемика католиков и протестантов в немалой степени вдохновлялась Лукианом. Ульрих фон Гуттен активно черпал вдохновение в сочинениях Лукиана, другие известны поклонники Лукиана в Германии — Иоганн Рейхлин, Виллибальд Пиркгеймер, Беатус Ренанус, Ганс Сакс, Филипп Меланхтон. В Англии, помимо Томаса Мора, влияние Лукиана обнаруживается и в творчестве Уильяма Шекспира, Бена Джонсона и Кристофера Марло (известная фраза из «Фауста» Марло о Елене Прекрасной является почти дословной цитатой из «Диалогов в царстве мёртвых»).

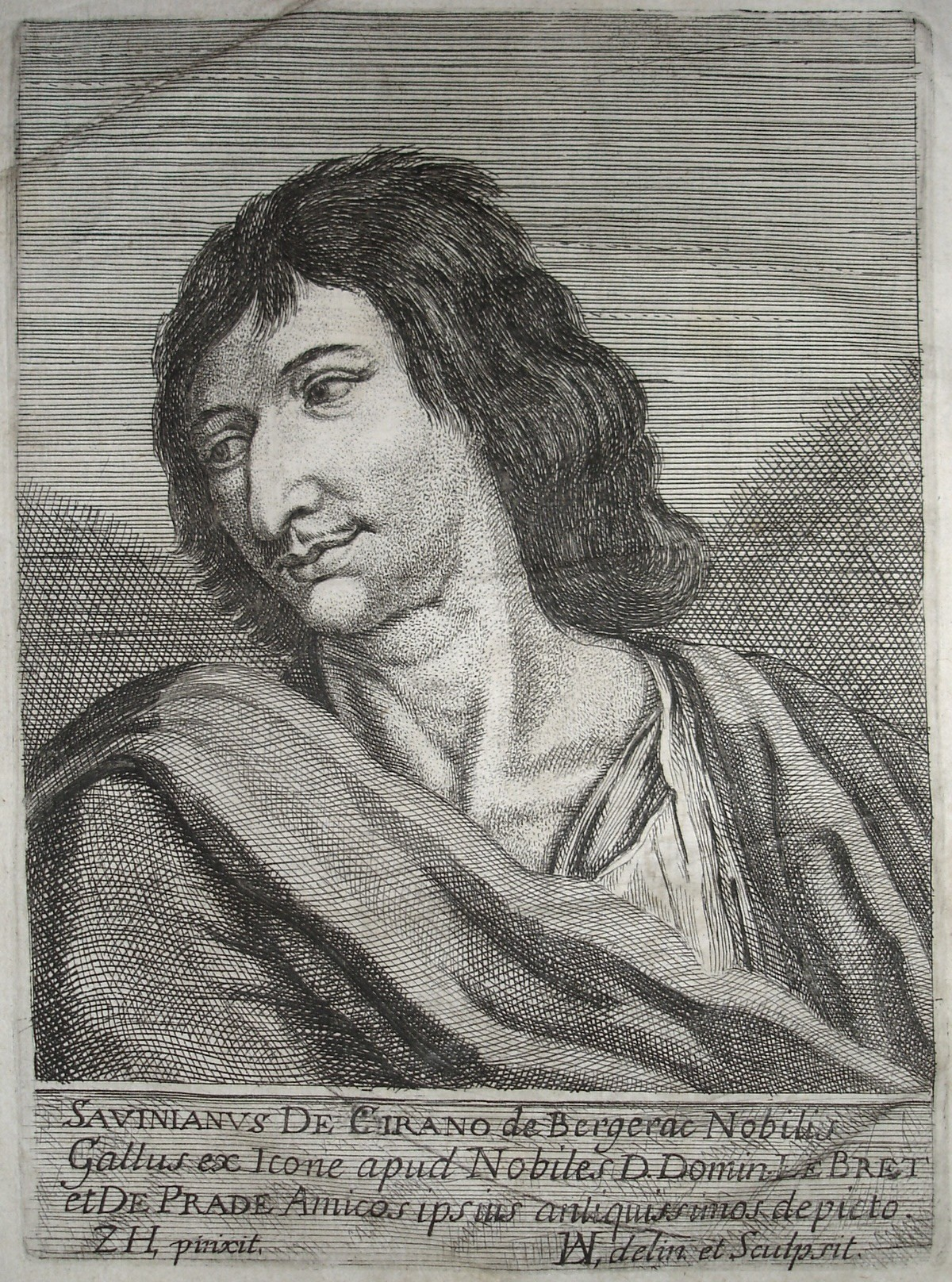
Фантастические произведения Сирано де Бержерака отчасти навеяны сочинениями Лукиана.

В XVII веке ряд писателей развивал идеи Лукиана о космических путешествиях, чему способствовало и развитие астрономических знаний. Лукиан и читавшие его авторы называются в числе главных источников вдохновения цикла «Иной свет» Сирано де Бержерака и романа «Человек на Луне» Фрэнсиса Годвина: в обоих случаях авторы вдохновлялись и тематикой космических путешествий, и сатирой греческого автора. В 1690 году иезуит Габриэль Даниэль написал «Путешествие в мир Декарта» (фр. Voyage du Monde de Descartes), в котором, прямо заявляя о влиянии Лукиана, критиковал картезианство. Помимо фантастических сочинений Лукиана, с большим интересом читали и другие его произведения. Французский писатель Фенелон подражал «Разговорам мёртвых» Лукиана, произведения греческого автора изучал Джон Драйден, который высоко ценил Лукиана, называл его величайшим мастером иронии и написал биографическое эссе о нём. Перевод сочинений Лукиана на французский язык Никола Перро д’Абланкуром спровоцировал всплеск подражаний его работам в XVII веке, включая эротические сочинения. При этом подражатели перенимали и социально-критическую направленность творчества греческого автора, высмеивая современные порядки. Влияние Лукиана выявляют в «Дон Кихоте» Мигеля Сервантеса, «Аркадии» Лопе де Вега, а также в отдельных сочинениях Диего Сааведры, Луиса Велеса де Гевары, Бартоломе Леонардо де Архенсолы, а переводчик «Правдивой истории» на испанский язык Франсиско Гомес де ла Регера написал продолжение этого сочинения, в котором критиковал придворных Филиппа IV, особенно его фаворита Оливареса. В середине XVII века Рембрандт написал портрет Лукиана, в 1737 году оригинал был продан на аукционе в Амстердаме, и с тех пор его судьба неизвестна. Картина известна по гравюре меццо-тинто, выполненной в 1699 году Бернаром Пикаром.
В XVIII веке творчеством Лукиана заинтересовались философы Вольтер и Дени Дидро. Предполагается, что повесть Вольтера «Микромегас» в значительной степени навеяна «Икаромениппом» Лукиана, хотя не исключается и влияние других фантастических произведений. Объясняя свои взгляды на диалоги в литературе, Вольтер ссылался на опыт Лукиана, и, подобно греческому автору, оставлял в диалогах стимулирующую воображение недосказанность. Весьма велико влияние Лукиана в «Путешествиях Гулливера» Джонатана Свифта, особенно в третьей книге (о летающем острове Лапута). Британский литературовед Чарльз Уибли, живший до всплеска популярности научной фантастики, назвал «Путешествия Гулливера» величайшим наследником «Правдивой истории» Лукиана. Под влиянием Лукиана, но уже в подземном мире происходило действие сочинения Людвига Хольберга «Путешествие Нильса Клима под землёй». Отголоски «Правдивой истории» Лукиана видят в «Консолидаторе» Даниэля Дефо. Сатирическими сочинениями Лукиана вдохновлялся Генри Филдинг. В частности, Филдинг написал сочинение «Путешествие в загробный мир и прочее», выдержанной в лукиановом духе. Историк Эдуард Гиббон называл «неподражаемого Лукиана» единственным талантливым писателем II века н. э. В ряде эпизодов сборника рассказов о приключениях барона Мюнхгаузена авторства Рудольфа Распе влияние Лукиана сравнивают с дословным заимствованием.
По-разному оценивается возможное влияние Лукиана на Гёте: Исай Нахов называет его в числе авторов, испытавших влияние греческого сатирика, но Уильям Келлер считает, что Гёте не проникся работами Лукиана, хотя и читал их. Томас Пикок высоко ценил Лукиана и черпал вдохновение в его сочинениях. Два романа Бенджамина Дизраэли написаны под влиянием работ Лукиана. Подражание Лукиану прослеживается в «Памфлетах последних дней» Томаса Карлейля. Влияние Лукиана обнаруживают также в произведениях итальянца Джакомо Леопарди, испанца Хуана Валеры, бразильца Жуакина Машаду де Ассиса, англичанина Уолтера Сэвиджа Лэндора.
Карл Маркс и Фридрих Энгельс высоко оценивали творчество Лукиана, особо отмечая антирелигиозную сатиру и значение его упоминаний о христианстве. Энгельс назвал Лукиана «Вольтером классической древности».
Положительно отзывался о работах Лукиана Александр Герцен.
На русский язык фрагменты Лукиана впервые перевёл Михаил Ломоносов: это был диалог Александра Македонского и Ганнибала в «Разговорах в царстве мёртвых». Произведения Лукиана пользовались большой популярностью в Российской империи с XVIII века, особенно сильное впечатление оставили его «Разговоры в царстве мёртвых» — этому сборнику небольших диалогов подражал не только писатель Александр Сумароков (он также переводил отдельные сочинения Лукиана на русский язык), но и полководец Александр Суворов, который в 1755 году написал свою версию загробных бесед с участием Александра Македонского. Под влиянием Лукиана ситуация вымышленной встречи в загробном мире распространилась не только в русской литературе, но и в школьных упражнениях. Михаил Бахтин полагает, что Фёдор Достоевский был знаком по меньшей мере с двумя сочинениями Лукиана — «Мениппом» и «Разговорами в царстве мёртвых», хотя позднее Бахтин уточнял, что Достоевский мог знать его поверхностно и из вторых рук — например, через Вольтера и Дидро.
В 1915 году, «Издательство М. и С. Сабашниковых» в серии «Памятники Мировой литературы» выпустило два тома сочинений Лукиана Самосатского.
В XIX—XX веках влияние Лукиана уменьшилось, что связывается с возобладавшим невысоким мнением о культуре II века н. э. и общим предубеждением против «вторичной» позднеантичной культуры. Господствующей стала точка зрения о Лукиане как нигилисте, ему вменяли в вину несерьёзность, безответственность.
Сочинения Лукиана нередко подвергались критике в Византии, а в XVI веке в Европе попали в Индекс запрещённых книг (по другой версии, сочинение «О смерти Перегрина» попало в Индекс только в 1664 году). После запрета «О смерти Перегрина» листы с этим сочинением были вырваны из одной из рукописей. Запрет Лукиана приветствовал и протестант Пьетро Паоло Верджерио. При этом формальный запрет не означал забвение, и сочинения Лукиана широко использовались для преподавания древнегреческого языка.
По мнению Александра Зайцева, в 1935 году издательство Academia не опубликовало перевод диалога «Тираноубийца» по цензурным соображениям.
Лукиан считается одним из ярких примеров авторов, которые были более популярны в эпоху Возрождения, нежели в настоящее время.
Одно из французских изданий «Диалогов гетер» иллюстрировал Эдгар Дега.

## Рукописи и печатные издания

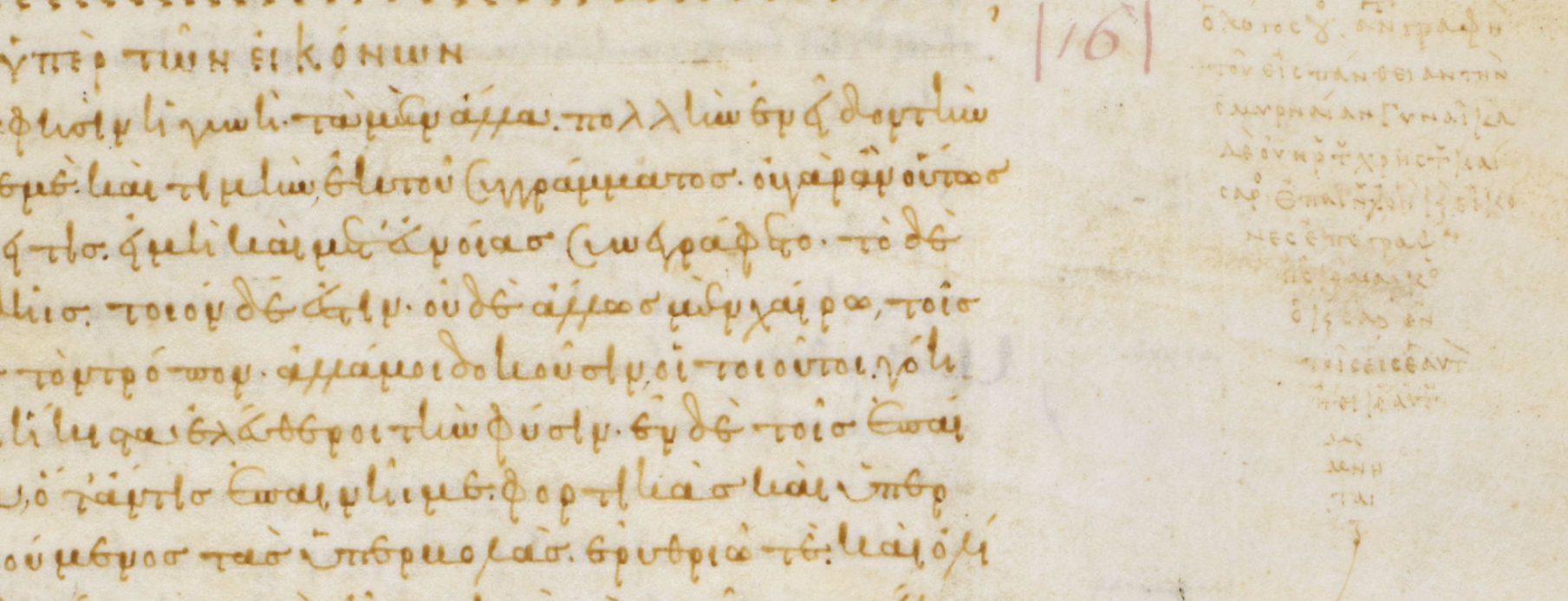
Фрагмент рукописи Harleianus 5694 IX—X веков со схолиями Арефы Кесарийского (справа).

Сохранилось около 150 рукописей сочинений Лукиана. Для реконструкции текста решающее значение имеют 11 рукописей, которые условно делят на две группы — «γ» (гамма) и «β» (бета):
- Группа γ:
  - Codex Vaticanus 90 (условное обозначение — «Γ»), выполнена в IX—X веках.
  - Codex Harleianus 5694 (Ε), IX—X века.
  - Codex Laurentianus C. S. 77 (Φ), X век.
  - Codex Marcianus 434 (Ω), X—XI века.
  - Codex Mutinensis 193 (S), X век.
  - Codex Laurentianus Plut. 57.51 (L), предположительно XI век.
- Группа β:
  - Codex Vindobonensis 123 (Β), предположительно XI век.
  - Codex Vaticanus 1324 (U), XI—XII века.
  - Codex Vaticanus 76 (Ρ).
  - Codex Vaticanus 1323 (Ζ).
  - Codex Parisinus 2957 (Ν).

Первое печатное издание (editio princeps) Лукиана на древнегреческом языке, подготовленное греческим учёным Ианосом Ласкарисом, было опубликовано в 1496 году во Флоренции в типографии Лоренцо де Алопа. В 1743 году в Амстердаме было опубликовано новое ценное издание сочинений Лукиана на древнегреческом языке с комментариями и указателями, выполненное Тибериусом Гемстергейсом и Йоханном Фредериком Рейтцем. В XIX веке ряд немецких филологов публиковал критические издания, среди которых самым ценным считается издание 1836—1841 годов Карла Готтфрида Якобица (в 1851 году опубликован в серии «Bibliotheca Teubneriana», в 1966 году опубликовано дополненное переиздание). В 1906—1923 годах Нильс Нилен опубликовал двухтомное обновлённое критическое издание в серии «Bibliotheca Teubneriana». Для серии «Loeb Classical Library» текст сочинений Лукиана подготовили Остин Моррис Хэрмон (тт. 1-5), К. Килбёрн (т. 6) и Мэттью Дональд Маклеод (тт. 7-8), отдельные тома выходили с 1913 по 1967 год. В 1972 году Маклеод начал готовить полное издание Лукиана в серии «Oxford Classical Texts».
Не для всех сочинений Лукиана исследователи составили специальный научный комментарий, хотя к «Правдивой истории» развёрнутые комментарии составлялись четырежды: в 1936 году — Чарльзом Стрэнджем Джеррамом, в 1962 году — Франсуа Олье, в 1998 году — Аристулой Георгиаду и Дэвидом Ламуром, в 2000 году — Петером фон Мёллендорфом.

## Научное изучение
Современные научные взгляды на Лукиана начали формироваться во второй половине XIX века. В 1879 году немецкий филолог Яков Бернайс опубликовал монографию «Лукиан и киники» (нем. Lucian und die Kyniker), основанную на анализе сочинения «О смерти Перегрина». Бернайс сформулировал ряд критических идей, которые были взяты на вооружение позднейшими исследователями. Так, он приписал ему нигилистическую пустоту в содержании, поверхностность в освещении большинства вопросов и ловкость в имитации греческой классики. Бернайс также придавал большое значение сирийскому происхождению автора и проводил параллели между Лукианом и Генрихом Гейне. Книга Бернайса спровоцировала полемику в академическом сообществе между исследователями, соглашавшимся с идеей о вторичности произведений Лукиана, и учёными, не разделявшими критический взгляд на его творчество. Иоганн Вален счёл доводы Бернайса неубедительными и не согласился с оценкой Лукиана как вторичного автора. По его мнению, Бернайс не сумел воздать должное талантам Лукиана. В 1882 году французский филолог Морис Круазе опубликовал очерки творчества Лукиана, полемизировавшие с критическими выпадами против греческого автора. Круазе защищал Лукиана, сместив внимание с содержания его работ на стиль, отмечая его таланты в этой сфере, заботу о ясности, элегантности, остроумии. Современность же, по мнению Круазе, не особенно интересовала Лукиана. Апологию Лукиана в работе Круазе не оценили в первые десятилетия после публикации его работы, но она нашла живой отклик позднее, в середине XX века. Другие филологи поддержали Бернайса и развили его взгляды. В частности, с подачи Бернайса в историографии утвердилась точка зрения о вторичности критики религии Лукианом. По мнению Кристофера Джонса, антиковеды полагали, будто Лукиану следовало уделять больше внимания христианству, митраизму и имперскому культу, и предполагали, будто он касался лишь второстепенной темы приходившего в упадок традиционного политеизма, а не актуальных религиозных тенденций. Знаток греческой литературы Ульрих фон Виламовиц-Мёллендорф, негативно относившийся и к Лукиану, и к его эпохе в целом, сравнил его с фельетонистом, тщательно скрывающим следы заимствований. Виламовиц также обратил внимание, что объектами сатиры Лукиана были второстепенные фигуры, но ни в коем случае не императоры. Автор масштабной монографии о греческой литературе Эдуард Норден уделил Лукиану полстраницы и охарактеризовал его негативно как «восточного автора, лишённого глубины и характера». Следуя модным источниковедческим теориям, Норден предположил, что Лукиан и Вергилий пользовались неким общим источником. В 1906 году немецкий филолог Рудольф Хельм опубликовал специальное исследование о Лукиане. Хельм рассматривал греческого автора как не вполне серьёзного и отчасти безответственного сирийца. Хельм развил идею о Лукиане-плагиаторе: по его мнению, бесталанный Лукиан едва ли не дословно переписывал сочинения Мениппа. Тем не менее, разделяя критическое негативное отношение к Лукиану, Хельм отстаивал важность его работ в изучении истории культуры. Важным фактором интерпретации творчества Лукиана Хельм счёл его «восточное лукавство». Как и Бернайс, Хельм подчёркивал сходство между Лукианом и Гейне. В 1937 году французский филолог Марсель Кастер опубликовал работу о развитии религиозной мысли в эпоху Лукиана, а в 1938 году выпустил сочинение об «Александре» Лукиана — работе, которую он нашёл предельно неправдивой. Критическое восприятие Лукиана доминировало до Второй мировой войны. В 1946 году Аурелио Перетти предложил считать работы Лукиана частью антиримского заговора, но эта гипотеза вскоре была отвергнута.
В середине XX века началось переосмысление особенностей творчества Лукиана и его места в истории греческой литературы. В 1958 году французский филолог Жак Бомпер опубликовал монографию «Писатель Лукиан: подражание и созидание» (фр. Lucien écrivain, imitation et création). Монументальная работа Бомпера продолжает считаться значимым вкладом в изучение творчества Лукиана. Несмотря на несогласие с общей оценкой творчества Лукиана, данной Бернайсом, Бомпер развивал в том числе и его взгляд на Лукиана как на подражателя. Впрочем, Бомпер настаивал, что подражание не исключает оригинальности. В 1973 году сборник очерков о Лукиане (англ. Studies in Lucian) опубликовал англо-канадский антиковед Барри Болдуин. Болдуин подчёркнуто полемизировал с Бомпером, полагая, что Лукиан, критикуя древности, имел в виду именно современные реалии. Созданный Болдуином образ интеллектуала, озабоченного проблемами своего времени, особенно бедняков, считается марксистской интерпретацией творчества греческого автора. В основном положительно его работу оценили рецензенты Мэттью Дональд Маклеод и Альберт Брайан Босуорт. Дженнифер Холл написала отрицательную рецензию, сочтя её избыточно острой реакцией на концепцию Бомпера, сопровождающейся сомнительными гипотезами и неточностями. Полемизируя с Болдуином, Холл настаивала, что у Лукиана, помимо явно злободневных работ, были и сочинения с аллюзиями на прошлое.
В советской историографии, несмотря на очень высокую оценку Лукиана Карлом Марксом и Фридрихом Энгельсом, его творчеству уделялось немного внимания. В 1951—1952 годах были защищены 2 диссертации о мировоззрении Лукиана — «Мировоззрение Лукиана Самосатского (Лукиан и киники)» Исая Нахова и «Лукиан в борьбе с языческими религиозными течениями II в. н. э. („Любители лжи, или Невер“, „Александр“)» Б. Л. Галеркиной. В 1955 году избранные сочинения Лукиана были опубликованы под заголовком «Избранные атеистические произведения» со вступительной статьёй Александра Каждана. В рецензии на этот сборник Исай Нахов и Юрий Шульц отметили ряд недостатков данной вступительной статьи. В 1961 году большую статью «Некоторые вопросы эстетики Лукиана» написала Аза Тахо-Годи. По мнению филолога Иосифа Тронского, «Лукиан принадлежал к числу наиболее свободомыслящих умов своего времени». Советских исследователей особенно интересовала критика Лукианом христианства, которая позволила Гилеру Лившицу охарактеризовать греческого автора как «выдающегося мыслителя и атеиста античного мира».
В 1981 году монографию «Сатира Лукиана» (англ. Lucian's Satire) опубликовала Дженнифер Холл. Влияние публикации оказалось ограниченным из-за небольшого тиража, хотя специалисты высоко отметили данную работу. В 1986 году Кристофер Джонс, ранее написавший немало работ о Плутархе и Дионе Хрисостоме, издал монографию «Культура и общество у Лукиана» (англ. Culture and Society in Lucian). Лукас де Блуа и Яап-Ян Флинтерман в совместной хвалебной рецензии отметили убедительность многих выводов Джонса, но сочли избыточным внимание автора к использованию Лукианом местоимения первого лица множественного числа «мы» в отношении и греков, и римлян. Литературовед Роберт Брахт Брэнем высоко оценил работу Джонса, охарактеризовав его взгляд на греческого автора как «новаторского традиционалиста», хотя подход к изучению деятельности Лукиана он счёл узким.
Вопросу влияния Лукиана в Европе посвящена монография Кристофера Робинсона (англ. Lucian and his influence in Europe), опубликованная в 1979 году. Рецензент Мэттью Дональд Маклеод высоко оценил эту работу, посчитав её ценным дополнением к классическому труду Гилберта Хайета о рецепции античной литературы в Европе. К числу заслуг Робинсона рецензент отнёс изучение влияния Лукиана на Эразма Роттердамского и Генри Филдинга, а также освещение вопроса о рецепции его творчества в Византии, Италии и Северной Европе. По мнению Маклеода, самым ценным достижением работы Робинсона стало признание первостепенного стилистического и жанрового влияния Лукиана на новоевропейских авторов, а не заимствования его взглядов. Барри Болдуин написал отрицательную рецензию на работу Робинсона, особо отмечая произвольный подход к установлению авторства спорных произведений и настаивая, что автор упустил немало признаков влияния Лукиана на более поздних авторов. Рецензент Пол Доннелли счёл главной заслугой Робинсона уточнение давней теории о большом влиянии Лукиана на новоевропейскую сатиру, избежав при этом впадения в крайность приписывания любого внешнего сходства влиянию Лукиана. По его мнению, Робинсон убедительно отразил неоднородность влияния греческого автора на литературу Нового времени, проявившуюся в адаптации литературных форм, техник и проблематики, а также в прямом подражании. В 1998 году Дэвид Марш в монографии «Лукиан и латиняне» проанализировал процесс знакомства латинских авторов эпохи Возрождения с Лукианом и влияние его работ (включая элементы сюжета) на новоевропейскую литературу. Ряд исследователей изучал влияние Лукиана на новоевропейскую культуру в разных странах — Кристиан Ловернья-Ганьер (фр. Christiane Lauvergnat-Gagnière) во Франции, Летиция Паницца (итал. Letizia Panizza) в Италии, Антонио Вивес Колл (исп. Antonio Vives Coll) в Испании, Майкл Дзаппала (англ. Michael Zappala) в Италии и Испании.
В конце XX — начале XXI века исследователей повторно заинтересовало негреческое происхождение Лукиана, которое делало его удобным объектом рассмотрения в рамках постколониальной теории как «этнокультурного гибрида» в ранней Римской империи. Интертекстуальное творчество Лукиана заинтересовало исследователей и в связи с развитием постмодернистского литературоведения. В 2014 году Карен Ни Вялли (ирл. Karen Nì Mheallaigh) опубликовала монографию (англ. Reading Fiction with Lucian: Fakes, Freaks and Hyperreality), в которой развила идею о структурном сходстве творчества Лукиана с постмодернистской культурой. Рецензенты Лоренс Ким и Петер фон Мёллендорф высоко отозвались о монографии ирландской исследовательницы, полемизируя с ними лишь по частным вопросам. В 2020 году номер французского журнала «Семнадцатый век» (фр. Dix-septième siècle) был целиком посвящён рецепции творчества греческого автора в Западной Европе.

## Память
В 1973 г. Международный астрономический союз присвоил имя Лукиана кратеру на видимой стороне Луны.

## Сочинения

### Издания
Изд. Sommerbrodt, Berlin (Wiedmann). Полный перев. на франц. яз.: Eugène Talbot, I—II, P.-Hachette, 1882.
- В «Loeb Classical Library» сочинения изданы в 8 томах (№ 14, 54, 130, 162, 302, 430, 431, 432).
  - Vol. I
  - Vol. II
  - Vol. III
  - Vol. IV
  - Vol. V
  - Vol. VI
  - Vol. VII
- В «Collection Budé» начато издание (опубликовано 4 тома, сочинения № 1-29)

### Русские переводы
- Икароменипп или Заоблачный. / Пер. М. Лисицына // Филологические записки. Воронеж, 1874. 23 стр.
- Разговоры Лукиана Самосатского. / Пер. И. Сидоровского и М. Пахомова. СПб., 1775—1784. Ч. 1. 1775. 282 стр. Ч. 2. 1776. 309 стр. Ч. 3. 1784. С. 395—645.
- Собор богов. Продажа жизней с аукциона. Рыбак, или Воскресшие. / Пер. М. Лисицына // Филологические записки. Воронеж, 1876. 30 стр.
- Сочинения Лукиана Самосатского. Разговоры богов и разговоры мёртвых. / Пер. Е. Шниткинда. Киев, 1886. 143 стр.
- Лукиан. Сочинения. Вып. 1-3. / Пер. В. Алексеева. СПб., 1889—1891.
- Истинное происшествие. / Пер. Э. Фехнер. Ревель, 1896. 54 стр.
- Человеконенавистник. / Пер. П. Руцкого. Рига, 1901. 33 стр.
- Избранные сочинения. / Пер. и примеч. А. И. Манна. СПб., 1906. 134 стр.
- Как надо писать историю? / Пер. А. Мартова. Нежин, 1907. 25 стр.
- Избранные сочинения. / Пер. Н. Д. Чечулина. СПб., 1909. 166 стр.
- О смерти Перегрина. / Пер. под ред. А. П. Касторского. Казань, 1916. 22 стр.
- Диалоги гетер. / Пер. А. Шика. М., 1918. 72 стр.
- Лукиан. Сочинения. / Пер. чл. Студенч. об-ва классич. филологии. Под ред. Ф. Зелинского и Б. Богаевского. Т. 1-2. М.: Сабашниковы. 1915—1920.
  - Т. 1. Биография. Религия. 1915. LXIV, 320 стр.
  - Т. 2. Философия. 1920. 313 стр.
- Лукиан. Собрание сочинений. В 2 т. / Под ред. Б. Л. Богаевского. (Серия «Античная литература»). М.-Л.: Academia. 1935. 5300 экз. Т. 1. XXXVII, 738 стр. Т. 2. 789 стр.
- Избранные атеистические произведения. / Ред. и ст. А. П. Каждана. (Серия «Научно-атеистическая библиотека»). М.: Издательство АН. 1955. 337 стр. 10000 экз.
- Избранное. / Пер. И. Нахова, Ю. Шульца. М.: ГИХЛ. 1962. 515 стр. 30000 экз. (впервые включает перевод эпиграмм Лукиана)
- Лукиан. Избранное. / Сост. и пред. И. Нахова, комм. И. Нахова и Ю. Шульца. (Серия «Библиотека античной литературы. Греция»). М.: Худож. лит. 1987. 624 стр. 100000 экз.
- Лукиан —. Избранная проза: Пер. с древнегреч. / Сост., вступ. ст., коммент. И. Нахова. — Москва: «Правда», 1991. — 720 с. — 20 000 экз. — ISBN 5-253-00167-0.
- Лукиан. Сочинения. В двух томах / под общ. ред. А. И. Зайцева. — [На основе издания 1935 года]. — СПб.: Алетейя, 2001. — («Античная библиотека». Раздел «Античная литература»). — 2000 экз. — ISBN 5-89329-315-0. Т. 1. VIII+472 стр. Т. 2. 544 стр. (полное собрание сочинений)